# Andy Roddick
Andy Roddick, właśc. Andrew Stephen Roddick (ur. 30 sierpnia 1982 w Omaha) – amerykański tenisista.
Roddick zadebiutował w zawodowym tourze w 2000 roku, podczas zawodów w Delray Beach, gdzie w I rundzie przegrał w dwóch setach z Włochem Laurence’em Tielemanem. Dwanaście lat później, dnia 5 września 2012 roku, Roddick zakończył swoją karierę meczem IV rundy US Open z Juanem Martínem del Potro, ponosząc porażkę w czterech setach.
W 2003 roku Amerykanin został mistrzem wielkoszlemowego US Open, a w 2006 był finalistą tej imprezy. Ponadto w latach 2004, 2005 i 2009 był również finalistą Wimbledonu. Amerykanin jest zwycięzcą Pucharu Davisa z 2007 roku, kiedy to reprezentacja Stanów Zjednoczonych pokonała w finale Rosję 4:1. Był również finalistą rozgrywek w 2004 roku. Pierwsze turniejowe zwycięstwo Roddick odniósł w Atlancie w 2001 roku, a ostatnie w lipcu 2012 roku ponownie w Atlancie. W sumie wygrał 32 zawodów z cyklu ATP World Tour w grze pojedynczej z 52 osiągniętych finałów. W meczach szczebla ATP World Tour Amerykanin zagrał 825 razy, zwyciężając w 612 spotkaniach.
W grze podwójnej Amerykanin rozegrał 8 finałów z cyklu ATP World Tour, z których 4 wygrał.
3 listopada 2003 roku Roddick został liderem rankingu ATP. Na szczycie listy znajdował się przez 13 tygodni, do 1 lutego 2004 roku, kiedy został wyprzedzony przez Rogera Federera. Amerykanin jest drugim aktywnym tenisistą obok Federera, który przez 9 kolejnych lat (począwszy od 2002 roku) kończył sezon w czołowej dziesiątce rankingu singlowego.

## Kariera zawodowa

### Lata juniorskie
Podczas kariery juniorskiej Roddick typowany był na następcę takich amerykańskich tenisistów jak Pete Sampras czy Andre Agassi.
Po raz pierwszy w zawodach juniorskich wystartował w marcu 1998 roku w Kostaryce. Pod koniec stycznia 2000 roku Roddick wygrał Australian Open. W finałowym meczu pokonał Chorwata Mario Ančicia. We wrześniu tego roku odniósł swój drugi juniorski wielkoszlemowy triumf, wygrywając mecz finałowy US Open z Robbym Gineprim. Również w tym samym sezonie uzyskał ćwierćfinał Rolanda Garrosa, w którym przegrał z Paulem-Henrim Mathieu. Łącznie wygrał sześć turniejów singlowych. Najwyżej w klasyfikacji singlowej juniorów był na 1. miejscu (6 marca 2000).
W rozgrywkach deblowych Amerykanin triumfował siedmiokrotnie. Ponadto w 2000 roku osiągnął finały Australian Open i Rolanda Garrosa. W Melbourne partnerem deblowym Roddicka był Tres Davis, a w Paryżu Szwed Joachim Johansson. W zestawieniu deblistów również osiągnął 1. pozycję (12 czerwca 2000).
W 2000 roku Amerykanin rozpoczął karierę zawodową.

### Sezony 2000–2001
Swój pierwszy singlowy mecz jako zawodowiec Roddick wygrał w marcu 2000 roku podczas turnieju ATP Masters Series w Miami, pokonując 6:4, 6:0 w meczu I rundy Hiszpana Fernando Vicente. Pierwszy ćwierćfinał turnieju ATP World Tour Roddick osiągnął w Waszyngtonie, ulegając w pojedynku o półfinał Andre Agassiemu. Tego roku wygrał swój pierwszy turniej kategorii ATP Challenger Tour w karierze, w Austin, po zwycięstwie w finale nad Michaelem Russellem. Na początku listopada Roddick wywalczył tytuł ATP Challenger Tour w Burbanku, gdzie w meczu o tytuł pokonał Kevina Kima.
Wystąpił również w jednym turnieju wielkoszlemowym, na US Open, dzięki otrzymaniu dzikiej karty. Spotkanie I rundy przegrał z Albertem Costą.
Pod koniec stycznia sezonu 2001 Amerykanin triumfował po raz trzeci w rozgrywkach ATP Challenger Tour, w Waikoloi. Mecz finałowy wygrał z Jamesem Blakiem. W połowie marca wystartował w Miami, gdzie doszedł do ćwierćfinału, eliminując m.in. Pete’a Samprasa, byłego lidera światowego rankingu. Pojedynek o dalszą fazę zawodów rozegrał z Lleytonem Hewittem. Mecz zakończył się porażką Roddicka 3:6, 2:6. W tym samym miesiącu Roddick, podczas turnieju w Delray Beach, osiągnął swój pierwszy deblowy finał w karierze w zawodach ATP World Tour. Wraz z Janem-Michaelem Gambillem pokonali 6:3, 6:4 w meczu o tytuł parę Thomas Shimada i Myles Wakefield. Następnie Amerykanin wystąpił w Atlancie, gdzie po raz pierwszy w karierze wygrał turniej ATP World Tour w grze pojedynczej. W całych rozgrywkach stracił jednego seta w meczu I rundy z Holendrem Raemonem Sluiterem, a w finale pokonał wynikiem 6:2, 6:4 Belga Xaviera Malissa. Tydzień po tym sukcesie Roddick wygrał swój drugi turniej ATP World Tour, na ziemnych kortach w Houston. W finałowej rozgrywce pokonał Koreańczyka Lee Hyunga-Taika 3:6, 6:1, 2:6, 6:4, 6:2.
W turniejach z serii ATP Masters Series w Monte Carlo i Rzymie nie wystąpił, natomiast w Madrycie doszedł do III rundy. Podczas Rolanda Garros Amerykanin doszedł do III rundy, w której zmierzył się z Lleytonem Hewittem. Z powodu nadwerężenia ścięgien w lewym kolanie Roddick poddał spotkanie przy stanie 7:6(6), 4:6, 2:2.
W czerwcu Roddick wystartował w Wimbledonie, gdzie odpadł w III rundzie. W Los Angeles osiągnął drugi deblowy finał w sezonie. Grając w parze z Janem-Michaelem Gambillem, Roddick przegrał spotkanie finałowe z Bobem Bryanem i jego bratem Mikiem 5:7, 6:7(6). W sierpniu Roddick wygrał turniej w Waszyngtonie, pokonując w finale Sjenga Schalkena 6:2, 6:3. W swoim debiucie w turnieju Rogers Cup doszedł do ćwierćfinału. Podczas turnieju w Cincinnati odpadł w I rundzie. W ostatniej imprezie wielkiego szlema – US Open – Roddick osiągnął ćwierćfinał. W walce o awans do półfinału ponownie przegrał z Lleytonem Hewittem.
Na koniec sezonu 2001 Roddick zajmował 14. miejsce w zestawieniu ATP, a w grudniu otrzymał nagrodę debiutanta roku (Newcomer of the Year).

### Sezon 2002
Sezon Amerykanin rozpoczął od startu w Sydney, dochodząc do półfinału, w którym przegrał z Rogerem Federerem. W połowie stycznia wystartował w Australian Open, gdzie odpadł w II rundzie. Następnie wziął udział w turnieju w Memphis, gdzie awansował do finału, w którym pokonał Jamesa Blake’a 6:4, 3:6, 7:5. Po wygranej w Memphis Roddick uzyskał półfinał w San José, gdzie uległ Andre Agassiemu. Drugi w sezonie finał Amerykanin osiągnął w Delray Beach. Spotkanie o tytuł przegrał z Włochem Davidem Sanguinettim.
W turnieju ATP Masters Series w Miami odpadł z rywalizacji w II rundzie po porażce z Juanem Ignacio Chelą. W zawodach na kortach w Houston Roddick wygrał po raz drugi, pokonując w finale Pete’a Samprasa 7:6(9), 6:3. Turniej zakończył się również zwycięstwem Amerykanina w deblu. Wspólnie z Mardym Fishem pokonali w finałowym pojedynku duet Jan-Michael Gambill oraz Graydon Oliver. W kwietniu Roddick wystąpił w Monte Carlo, dochodząc do III rundy. W Rzymie awansował po raz pierwszy w karierze do półfinału imprezy z cyklu ATP Masters Series. Spotkanie o finał rozegrał z Niemcem Tommym Haasem, któremu uległ w dwóch setach.
Na kortach Rolanda Garrosa Amerykanin odpadł w I rundzie po porażce w pięciosetowym pojedynku z Wayne’em Arthursem. W Wimbledonie wyrównał wynik z poprzedniego sezonu, awansując do III rundy.
US Open Series Roddick rozpoczął od turnieju w Los Angeles, osiągając półfinał, w którym przegrał z Janem-Michaelem Gambillem. W sierpniu Amerykanin awansował do finału turnieju ATP Masters Series w Toronto. Pojedynek finałowy rozegrał z Argentyńczykiem Guillermo Cañasem, z którym przegrał mecz 4:6, 5:7. W Cincinnati Roddick doszedł do ćwierćfinału, w którym nie sprostał Lleytonowi Hewittowi. W US Open Amerykanin powtórzył wynik z 2001 roku, awansując do ćwierćfinału, gdzie w walce o półfinał uległ Pete’owi Samprasowi.
Jesienią Roddick doszedł do ćwierćfinału w Bazylei, przegrywając z Rogerem Federerem, oraz awansował do ćwierćfinału rozgrywek w Paryżu.
W 2002 roku Andy Roddick został najmłodszym Amerykaninem od czasów Michaela Changa w 1992 roku, który wszedł do czołowej 10. klasyfikacji światowej. Sezon na ceglanej mączce zakończył z rezultatem 14-7, zaś na nawierzchni twardej: 34-11. Został numerem 2 w liczbie punktów wygranych przy pierwszym serwisie (88%), oraz numerem 3 w liczbie zaserwowanych asów (658).

### Sezon 2003
Rok 2003 Roddick rozpoczął od półfinału Australian Open. W ćwierćfinale po ponad 5-godzinnym meczu wygrał z Junusem al-Ajnawim – piąty set tego meczu, zakończony wynikiem 21:19, był najdłuższym w historii turnieju w Melbourne (trwał 2 godziny i 23 minuty). W półfinale Amerykanin przegrał z Niemcem Rainerem Schüttlerem. W turnieju w Memphis Roddick doszedł do finału, w którym przegrał ze swoim rodakiem Taylorem Dentem. Dwa miesiące później po raz trzeci z rzędu Roddick awansował do finału w Houston, jednak przegrał decydujące spotkanie z Andre Agassim 6:3, 3:6, 4:6.
Podczas zawodów ATP Masters Series w Indian Wells Amerykanin doszedł do ćwierćfinału. W Miami zakończył swój udział na III rundzie. W Monte Carlo, Rzymie i Madrycie uzyskał odpowiednio I, II oraz III rundę. Następnie Roddick wziął udział w turnieju w St. Polten, poprzedzającym Rolanda Garrosa. Wygrał tam swój pierwszy turniej w sezonie, pokonując w finale Rosjanina Nikołaja Dawydienkę 6:3, 6:2. Na paryskich kortach został pokonany w I rundzie przez Sarkisa Sarksjana.
Po tym turnieju Roddick zmienił trenera – Tarika Benhabilesa zastąpił Brad Gilbert. Dwa tygodnie później Amerykanin wygrał zawody Queen’s Club Championships na kortach trawiastych Queen’s Clubu, eliminując po drodze m.in. Agassiego, a w meczu o tytuł wynikiem 6:3, 6:3 Sébastiena Grosjeana. Na Wimbledonie Amerykanin doszedł do półfinału. Mecz o finał zagrał z Rogerem Federerem, któremu uległ 6:7, 3:6, 3:6.
Pod koniec lipca Roddick zagrał w Indianapolis, gdzie wygrał w finale z Paradornem Srichaphanem. Tydzień po tym sukcesie Roddick uzyskał półfinał w Waszyngtonie, gdzie przegrał z Brytyjczykiem Timem Henmanem. W sierpniu Roddick zagrał w Montrealu, gdzie doszedł do finału, po wcześniejszym pokonaniu Rogera Federera. Spotkanie finałowe zakończyło się zwycięstwem Amerykanina z Davidem Nalbandianem. Tydzień później doszedł do finału turnieju w Cincinnati, pokonując w nim swojego rodaka Mardy’ego Fisha 4:6, 7:6(3), 7:6(4). Oba te turnieje należały do cyklu ATP Masters Series.
Do ostatniego w sezonie wielkiego szlema, US Open, Amerykanin przystąpił z numerem 4. W I rundzie wyeliminował Tima Henmana. W II fazie wygrał z Ivanem Ljubičiciem, a w III pokonał Flávio Sarettę, zaś w 1/8 finału Xaviera Malissa. W ćwierćfinale Roddick wygrał z rozstawionym z numerem 14. Sjengiem Schalkenem. W walce o finał musiał pokonać Davida Nalbandiana. Mecz wygrał Roddick wynikiem 6:7(4), 3:6, 7:6(7), 6:1, 6:3. W finale zmierzył się z Hiszpanem Juanem Carlosem Ferrero. Przed meczem obawiano się o stan fizyczny Amerykanina. Roddick wygrał po blisko 2-godzinnym pojedynku, w trzech setach 6:3, 7:6(2), 6:3. Był to jego pierwszy triumf wielkoszlemowy w karierze. W trakcie wręczania pucharu oświadczył:

„Wciąż nie dowierzam. Kiedy byłem młodszy, przychodziłem tu jako widz. Widnienie mojego nazwiska na pucharze jest dla mnie absolutnym zaszczytem. Jestem bardzo szczęśliwy i chcę dzielić tę chwilę ze wszystkimi, którzy mnie wspierali”.

Dzięki zwycięstwu w Nowym Jorku 3 listopada 2003 roku Roddick awansował na 1. pozycję światowego rankingu tenisa. Utrzymując pozycję lidera do końca roku, stał się pierwszym Amerykaninem od 1999 roku, który zakończył sezon na szczycie listy.
W listopadzie Roddick zadebiutował w turnieju Tennis Masters Cup. Jest to doroczny turniej z udziałem ośmiu najwyżej sklasyfikowanych tenisistów z sezonu. Do zawodów Amerykanin przystąpił z nr 1. w rozstawieniu, a grał w tzw. grupie czerwonej, w której znajdowali się również Guillermo Coria, Rainer Schüttler i Carlos Moyá. Roddick pokonał Corię oraz Moyę, a przegrał z Schüttlerem. Dzięki dwóm zwycięstwom fazę grupową zakończył na pierwszej pozycji. W półfinale zmierzył się z Rogerem Federerem, z którym przegrał 6:7(2), 2:6 (była to pierwsza z serii jedenastu kolejnych porażek Roddicka ze Szwajcarem).
Pod koniec grudnia Roddick otrzymał tytuł International Tennis Federation World Champion za wygranie wielkoszlemowego US Open i zakończenie sezonu na 1. miejscu w rankingu ATP. Dodatkowo Amerykanin został wybrany graczem roku (Player of the Year).

### Sezon 2004
Kolejny rok Roddick rozpoczął od występu w Ad-Dausze, gdzie osiągnął finał gry podwójnej. W parze ze Stefanem Koubkiem w decydującym spotkaniu nie sprostali parze Martin Damm i Cyril Suk. Podczas Australian Open Roddick doszedł do ćwierćfinału, a o półfinał zagrał z Maratem Safinem, z którym przegrał 1:6, 2:6, 3:6. Wraz z zakończeniem zawodów Roddick został wyprzedzony przez Rogera Federera w rankingu ATP. Po zawodach w Melbourne Amerykanin wystartował w San José, gdzie wygrał pierwszy w sezonie turniej, pokonując w finale Mardy’ego Fisha 7:6(13), 6:4. W Memphis Roddick osiągnął ćwierćfinał, w którym przegrał z Thomasem Enqvistem, a następnie doszedł do półfinału w Scottsdale, gdzie został pokonany przez Vinca Spadeę. W marcu Amerykanin powtórzył wynik w Indian Wells z 2003 roku, dochodząc do ćwierćfinału, natomiast w Miami uzyskał finał, w którym wygrał z Guillermo Corią. Argentyńczyk poddał spotkanie przy stanie 6:7(2), 6:3, 6:1.
Na ziemnych kortach w Houston Roddick doszedł do finału, w którym przegrał z Tommym Haasem 3:6, 4:6. W imprezie w Monte Carlo Amerykanin nie wystąpił, a w Rzymie został wyeliminowany w I rundzie po porażce z Guillermo Cañasem. W paryskim Rolandzie Garrosie Roddick odpadł w II rundzie. Po wcześniejszym wyeliminowaniu Todda Martina przegrał z Olivierem Mutisem.
Pierwszy w sezonie turniej na kortach trawiastych Roddick zagrał, na początku czerwca, w Londynie, gdzie obronił tytuł z 2003 roku, eliminując m.in. w półfinale Lleytona Hewitta, a w finale Sébastiena Grosjeana. Podczas wielkoszlemowego Wimbledonu Amerykanin osiągnął finał, tracąc po drodze jednego seta, w pojedynku półfinałowym z Mario Ančiciem. Decydujące spotkanie przegrał z Rogerem Federerem 6:4, 5:7, 6:7(3), 4:6.
US Open Series Roddick rozpoczął od obrony tytułu w Indianapolis, wygrywając w finale z Niemcem Nicolasem Kieferem 6:2, 6:3. W sierpniu Roddick po raz kolejny doszedł do finału w zawodów ATP Masters Series, w Toronto. Pojedynek o mistrzostwo zagrał z Rogerem Federerem, z którym przegrał w dwóch setach. Podczas turnieju w Cincinnati Amerykanin doszedł do półfinału, odpadając z rywalizacji po porażce z Andre Agassim. Na igrzyskach olimpijskich w Atenach Roddick został pokonany w III rundzie przez Fernando Gonzáleza, późniejszego brązowego medalistę. W Atenach wystartował również w deblu. Wspólnie z Mardym Fishem odpadli z rywalizacji w I rundzie po przegranej z Hindusami Maheshem Bhupathim i Leanderem Paesem. Podczas US Open Amerykanin doszedł do ćwierćfinału, gdzie po pięciosetowym meczu uległ Joachimowi Johanssonowi 4:6, 4:6, 6:3, 6:2, 4:6. Do końca sezonu osiągnął finał turnieju w Bangkoku, jednak w finale nie sprostał Federerowi, przegrywając 4:6, 0:6.

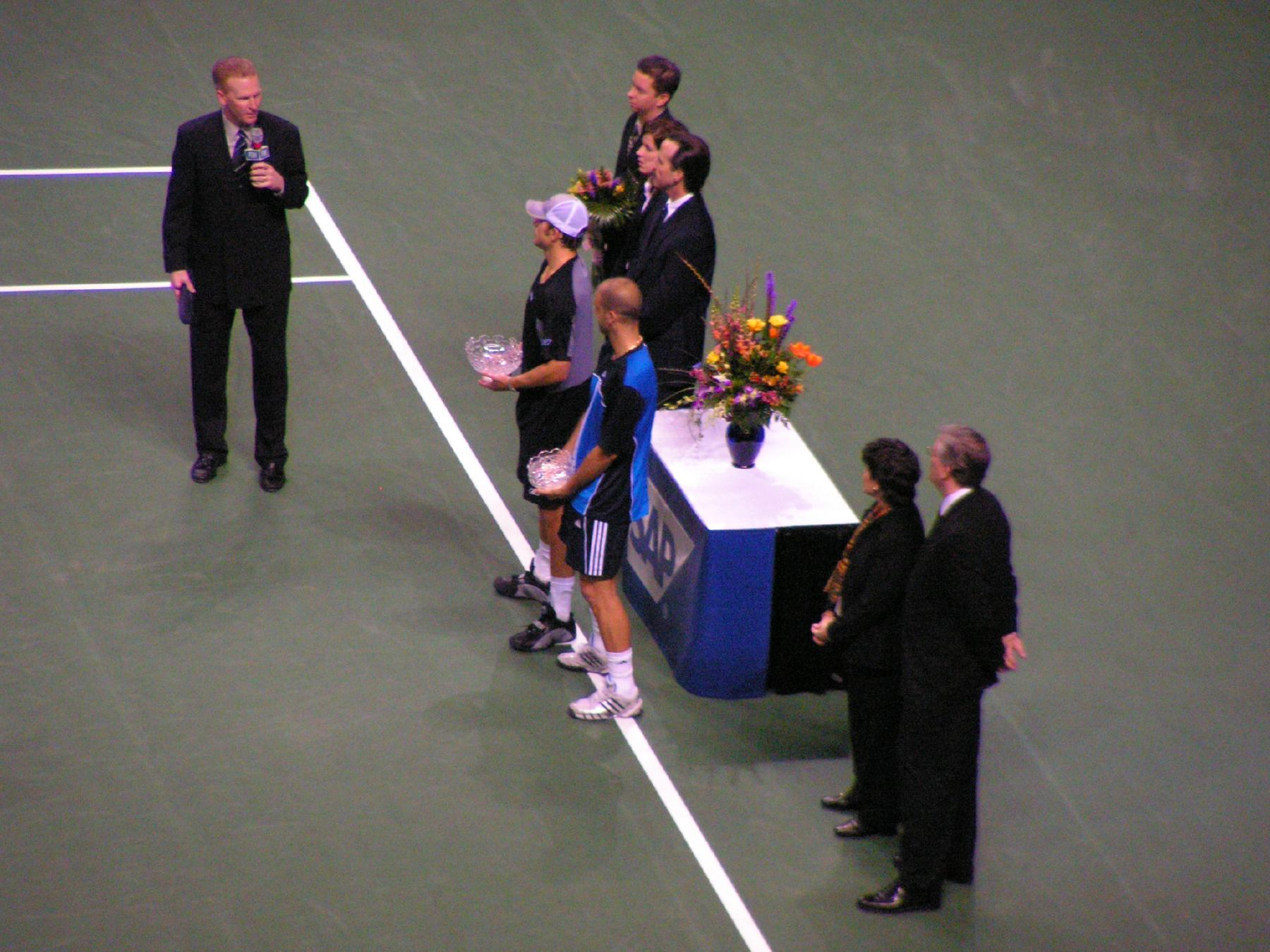
Roddick podczas dekoracji wygranego turnieju w San José (2005)

W listopadzie Roddick po raz drugi wziął udział w zawodach Tennis Masters Cup, a jego przeciwnikami w grupie byli Marat Safin, Guillermo Coria i Tim Henman. Wszystkie grupowe spotkania Amerykanin wygrał, co pozwoliło mu na grę w półfinale, gdzie rozegrał pojedynek z Lleytonem Hewittem. Australijczyk wygrał mecz 6:3, 6:2, awansując tym samym do finału imprezy.
Sezon Roddick zakończył z czterema wygranymi turniejami i na pozycji wicelidera rankingu ATP. Dnia 13 grudnia Roddick zakończył współpracę z Bradem Gilbertem, a zastąpił go Dean Goldfine. Amerykanin przez 18 miesięcy pracy z Gilbertem wygrał 121 meczów spośród 147 rozegranych. W tym samym miesiącu Roddick otrzymał nagrodę ESPY dla najlepszego tenisisty.

### Sezon 2005
Występy w 2005 roku Roddick rozpoczął od turnieju Australian Open, gdzie w półfinale uległ Hewittowi. Na początku lutego Amerykanin zagrał w San José, osiągając finał, w którym pokonał Cyrila Saulniera 6:0, 6:4, a wcześniej eliminując m.in. Tommy’ego Haasa. Było to drugie z rzędu zwycięstwo Roddicka w tej imprezie. Następnie wystartował w Memphis, gdzie uzyskał półfinał. Mecz o finał oddał walkowerem Duńczykowi Kennethowi Carlsenowi z powodu przeciążenia lewego kolana. Uraz nie był jednak poważny i Roddick wystąpił w Indian Wells, gdzie awansował do półfinału, w którym ponownie przegrał z Hewittem. W Miami Roddick odpadł w II rundzie po porażce z Fernando Verdasco.
Pod koniec kwietnia Roddick po raz piąty z rzędu awansował do finału zawodów w Houston. Decydujący o tytule mecz wygrał z Sébastienem Grosjeanem 6:2, 6:2. Podczas turnieju w Rzymie Roddick doszedł do III rundy, a w Madrycie uzyskał II rundę. W wielkoszlemowym Rolandzie Garrosie Amerykanin awansował do II rundy po wygranej z Jo-Wilfriedem Tsongą, jednak spotkanie o dalszą fazę zakończyło się porażką Roddicka z José Acasuso.
Okres gry na kortach trawiastych Roddick rozpoczął od wygranej w Londynie, pokonując w finale Chorwata Ivo Karlovicia 7:6(7), 7:6(4). Tym samym Roddick po raz trzeci z rzędu triumfował na obiekcie Queen’s Clubu. Podczas wielkoszlemowego Wimbledonu Roddick doszedł do finału, w którym rozegrał pojedynek z Rogerem Federerem. Mecz zakończył się wynikiem 6:2, 7:6(2), 6:4 dla Federera.
W połowie lipca Amerykanin wystartował w Indianapolis, gdzie odpadł w ćwierćfinale po porażce z Robbym Gineprim. Na początku sierpnia Roddick wziął udział w imprezie rozgrywanej w Waszyngtonie. Amerykanin awansował do finału, w którym pokonał Jamesa Blake’a 7:5, 6:3, tym samym zwyciężając po raz drugi w karierze w stolicy Stanów Zjednoczonych. W tym samym miesiącu Roddick wystartował w Montrealu, przegrywając w I rundzie z Paulem-Henrim Mathieu. Po tych zawodach Roddick wziął udział w turnieju w Cincinnati. Amerykanin doszedł do finału, wcześniej pokonując Hewitta, by zagrać po raz kolejny w sezonie z Rogerem Federerem. Szwajcar wygrał mecz 6:3, 7:5. W US Open Roddick odpadł w I rundzie po porażce z Gilles’em Müllerem.

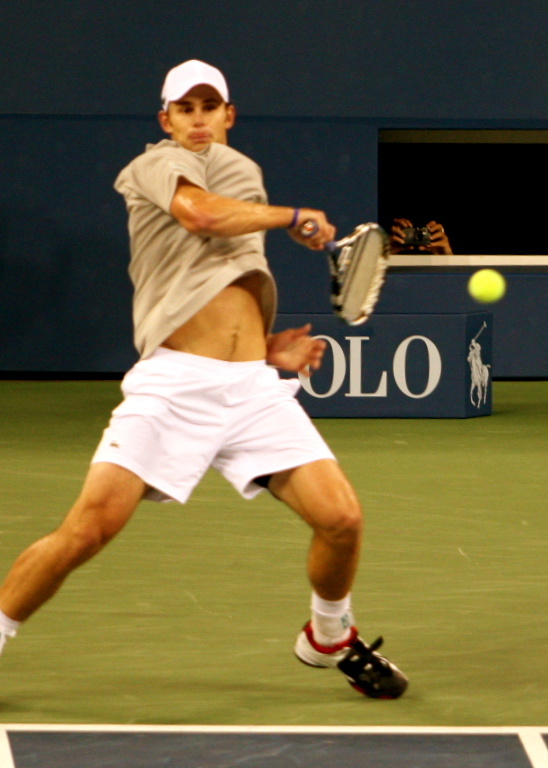
Roddick podczas US Open (2006)

Pod koniec października Amerykanin wygrał turniej w Lyonie, pokonując w finałowej rozgrywce 6:3, 6:2 Francuza Gaëla Monfilsa. W paryskim turnieju BNP Paribas Masters Amerykanin awansował do półfinału, w którym zmierzył się z Ivan Ljubičiciem. Mecz zakończył się przegraną Roddicka w dwóch setach.
Rok 2005 Roddick zakończył na 3. pozycji w rankingu światowym, wygrywając pięć turniejów z cyklu ATP International Series.

### Sezon 2006
Sezon 2006 Roddick rozpoczął od startu w Melbourne. Bez straty seta wygrał pierwsze trzy spotkania. W IV rundzie zmierzył się z Cypryjczykiem Markosem Pagdatisem, z którym przegrał mecz 4:6, 6:1, 3:6, 4:6. Po tej porażce Roddick zakończył współpracę trenerską z Deanem Goldfine, a tymczasowo zastąpił go John Roddick (brat Andy’ego Roddicka). Następnie Amerykanin zagrał w San José odpadając w półfinale z Andym Murrayem. Rozgrywki w Memphis Roddick zakończył na ćwierćfinale po przegranej z Julienem Benneteau, a w Indian Wells osiągnął IV rundę, w której przegrał z Igorem Andriejewem. W Miami Roddick uzyskał ćwierćfinał, w którym nie sprostał Davidowi Ferrerowi.
Okres gry na nawierzchni ziemnej rozpoczął od ćwierćfinału w Houston, gdzie został wyeliminowany przez Tommy’ego Haasa. Na początku maja, w Rzymie, Roddick awansował do kolejnego ćwierćfinału, gdzie przegrał z Gaëlem Monfilsem. W turnieju w Madrycie odpadł w III rundzie. Podczas Rolanda Garrosa Roddick zakończył swój udział w I rundzie, przegrywając z Hiszpanem Alberto Martínem (poddał mecz przy stanie 4:6, 5:7, 0:1 z powodu kontuzji lewej kostki).
Miesiąc gry na kortach trawiastych Amerykanin rozpoczął od turnieju w Londynie, awansując do półfinału, w którym nie sprostał Jamesowi Blake’owi. Na Wimbledonie Roddick pokonał w I rundzie Janko Tipsarevicia, a w dalszej fazie Niemca Floriana Mayera. Mecz o IV rundę rozegrał z Andym Murrayem, któremu uległ w trzech setach.
25 lipca 2006 roku nowym trenerem Roddicka został Jimmy Connors. Pierwszy finał w 2006 roku Roddick rozegrał w sierpniu, w Indianapolis. W finale spotkał się z Jamesem Blakiem, z którym ponownie przegrał. Roddick również wystartował w zawodach deblowych, gdzie razem z Bobbym Reynoldsem pokonali w rundzie finałowej Paula Goldsteina i Jima Thomasa. W turnieju rozgrywanym w Toronto Amerykanin nie wystąpił, natomiast w Cincinnati awansował do finału po wcześniejszym wyeliminowaniu m.in. Andy’ego Murraya. W meczu o tytuł Roddick pokonał 6:3, 6:4 Juana Carlosa Ferrero, zwyciężając tym samym po raz drugi w tej imprezie.

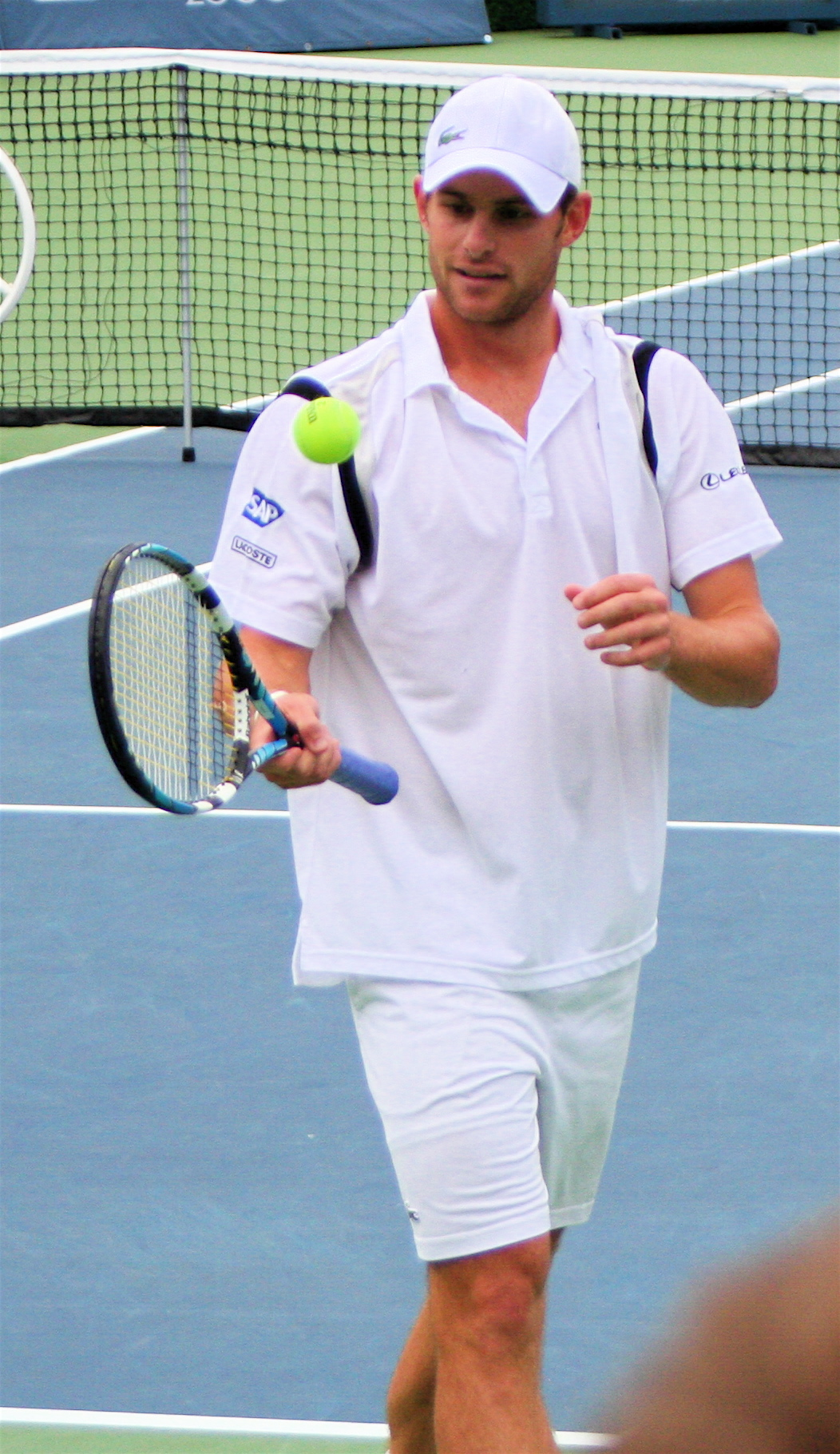
Roddick w zwycięskim turnieju Legg Mason Tennis Classic w Waszyngtonie (2007)

Podczas US Open Amerykanin awansował do finału, eliminując po drodze m.in. Fernando Verdasco i Lleytona Hewitta. Decydujący o tytule mecz zagrał z Rogerem Federerem. Pojedynek zakończył się wynikiem 6:2, 4:6, 7:5, 6:1 dla Szwajcara.
Jesienią Roddick osiągnął półfinał w Wiedniu, lecz w pojedynku o finał zawodów przegrał z Chilijczykiem Fernando Gonzálezem. Podczas zawodów Tennis Masters Cup odpadł w fazie grupowej, wygrywając najpierw z Ivanem Ljubičiciem, a potem przegrywając z Rogerem Federerem i Davidem Nalbandianem.
Sezon zakończył na 6. miejscu w rankingu światowym, a także z jednym turniejowym zwycięstwem (w Cincinnati).

### Sezon 2007
Na początku sezonu Roddick uzyskał półfinał w Melbourne, pokonując po drodze m.in. Marata Safina i Mario Ančicia. Spotkanie o finał zagrał z Rogerem Federerem, z którym przegrał 4:6, 0:6, 2:6. W połowie lutego Roddick zagrał w San José, gdzie zakończył swój udział w półfinale po porażce z Andym Murrayem. Podczas rywalizacji w Memphis Roddick awansował do finału, eliminując m.in. w półfinale Murraya. Pojedynek finałowy zakończył się porażką Roddicka z Tommym Haasem.
W turnieju ATP Masters Series w Indian Wells Roddick awansował do półfinału po wygranej m.in. z Ivanem Ljubičiciem. Pojedynek, którego stawką był finał, przegrał wynikiem 4:6, 3:6 z Hiszpanem Rafaelem Nadalem. Podczas zawodów w Miami Amerykanin odpadł w ćwierćfinale po porażce z Murrayem. Mecz skończył się przy stanie 5:3 dla Murraya, ponieważ Roddick doznał kontuzji pośladka.
Do gry Amerykanin powrócił na ziemnych kortach w Rzymie, gdzie odpadł w III rundzie z Juanem Ignacio Chelą. W Pörtschach doszedł do ćwierćfinału, w którym uległ Gaëlowi Monfilsowi. W wielkoszlemowym Rolandzie Garrosie Roddick został pokonany w I rundzie przez Igora Andriejewa.
Pierwszy tytuł w sezonie Amerykanin wywalczył w Queen’s, pokonując w finale 4:6, 7:6(7), 7:6(2) Nicolasa Mahuta, zwyciężając tym samym po raz czwarty na londyńskich kortach. W Wimbledonie Roddick uzyskał ćwierćfinał. Mecz o półfinał imprezy zagrał z Francuzem Richardem Gasquetem, z którym przegrał spotkanie 6:4, 6:4, 6:7(2), 6:7(3), 8:10.
Pod koniec lipca Amerykanin zagrał w Indianapolis w którym uległ Frankowi Danceviciowi. W sierpniu Roddick wystartował w Waszyngtonie. Rozgrywki zakończyły się zwycięstwem Amerykanina, który wyeliminował m.in. w półfinale Ivo Karlovicia, a w finale wygrał ze swoim rodakiem Johnem Isnerem 6:4, 7:6(4). W Montrealu Amerykanin przegrał w ćwierćfinale z Novakiem Đokoviciem, późniejszym triumfatorem imprezy. W Cincinnati Roddick uległ w III rundzie Davidowi Ferrerowi. W rozpoczynającym się pod koniec sierpnia US Open Roddick awansował do ćwierćfinału. Spotkanie o półfinał zawodów rozegrał z Federerem, z którym przegrał pojedynek 6:7(5), 6:7(4), 2:6.
Turniej Tennis Masters Cup Roddick zaczął od przegranego pojedynku z Rogerem Federerem. W kolejnych dwóch pojedynkach z Nikołajem Dawydienką i Fernando Gonzálezem Roddick odniósł zwycięstwa, awansując z drugiego miejsca w grupie do półfinału, w którym zmierzył się Davidem Ferrerem. Spotkanie zakończyło się zwycięstwem Ferrera 6:1, 6:3.
Rok 2007 Amerykanin ukończył na 6. miejscu w światowym rankingu. W całym sezonie wygrał dwa turnieje, w Londynie i Waszyngtonie.

### Sezon 2008
Ósmy rok w zawodowej karierze Roddick rozpoczął od awansu do III rundy Australian Open. W meczu o IV fazę rozgrywek przegrał z Philippem Kohlschreiberem 4:6, 6:3, 6:7(9), 7:6(3), 6:8. W połowie lutego Amerykanin wygrał po raz trzeci w karierze turniej SAP Open w San José, pokonując w finale Czecha Radka Štěpánka 6:4, 7:5. W Memphis Roddick uzyskał ćwierćfinał, w którym uległ Robinowi Söderlingowi. W marcu, podczas zawodów w Dubaju Roddick doszedł do finału po wygranych m.in. z Rafaelem Nadalem i Novakiem Đokoviciem. W decydującym meczu zagrał z Feliciano Lópezem, którego pokonał 6:7(8), 6:4, 6:2. Przed turniejem w Dubaju Jimmy Connors zrezygnował z dalszego trenowania Roddicka. Do końca sezonu Amerykanin współpracował ze swoim bratem, Johnem Roddickiem, oraz trenerem od przygotowania fizycznego, Dougiem Spreenem.
W rozgrywkach ATP Masters Series w Indian Wells Amerykanin został pokonany w II rundzie przez Tommy’ego Haasa, natomiast w Miami awansował do półfinału. Po drodze pokonał Rogera Federera 7:6(4), 4:6, 6:3, przerywając tym samym passę jedenastu porażek z rzędu ze Szwajcarem. W walce o finał Roddick uległ Nikołajowi Dawydience 6:7(5), 2:6.
Sezon gry na nawierzchni ziemnej Amerykanin rozpoczął od awansu od półfinału w Rzymie. Przeciwnikiem Roddicka w walce o finał był Stan Wawrinka, przeciwko któremu Roddick poddał pojedynek przy stanie 0:3 z powodu urazu prawego ramienia. Kontuzja ta uniemożliwiła mu występ w wielkoszlemowym Rolandzie Garrosie.
Na korty Amerykanin powrócił podczas turnieju The Artois Championships w Londynie, gdzie doszedł do półfinału, po wcześniejszym pokonaniu Andy’ego Murraya. W meczu o finał spotkał się z Rafaelem Nadalem, z którym przegrał 5:7, 4:6. Na Wimbledonie Roddick wygrał w I rundzie z Argentyńczykiem Eduardo Schwankiem, jednak następnie nie sprostał Janko Tipsareviciowi.
Podczas amerykańskich turniejów Roddick doszedł do III rundy w Toronto, gdzie przegrał z Marinem Čiliciem. W Cincinnati nie zagrał, natomiast w swoim kolejnym starcie, w Los Angeles, osiągnął finał, w którym przegrał z Juanem Martínem del Potro. W Waszyngtonie Roddick doszedł do ćwierćfinału, gdzie został pokonany przez Viktora Troickiego. Na US Open również osiągnął ćwierćfinał, ponosząc porażkę z Novakiem Đokoviciem.

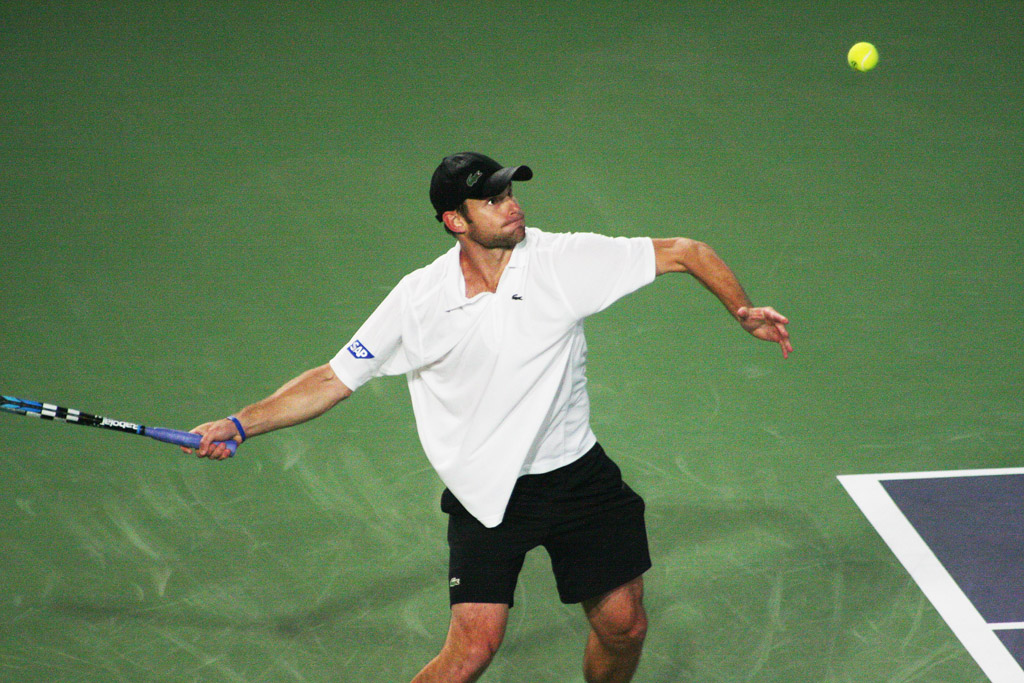
Roddick wykonujący forehand w Pekinie (2008)

Jesienią Roddick wystartował najpierw w Pekinie, gdzie wygrał cały turniej po zwycięstwie w finale z Dudim Selą. Było to pierwsze zwycięstwo Amerykanina w tych rozgrywkach, a trzecie w całym sezonie. W kolejnym turnieju azjatyckim, tym razem w Tokio, Roddick uzyskał półfinał (po drodze pokonując m.in. Viktora Troickiego), który przegrał z Tomášem Berdychem. Pod koniec października, we francuskim Lyonie Amerykanin awansował do ćwierćfinału. Na koniec sezonu w turnieju z serii ATP Masters Series w Paryżu swój udział zakończył również w ćwierćfinale, gdzie nie sprostał Jo-Wilfriedowi Tsondze.
W listopadzie, na początku rozgrywek Tennis Masters Cup Roddick zagrał z Andym Murrayem, któremu uległ w trzech setach. Potem Amerykanin zrezygnował z dalszego udziału w turnieju, ponieważ doznał urazu kostki. Jego miejsce zajął Radek Štěpánek.
1 grudnia nowym szkoleniowcem Roddicka został Larry Stefanki, a sezon Amerykanin ukończył na 8. miejscu w rankingu ATP.

### Sezon 2009

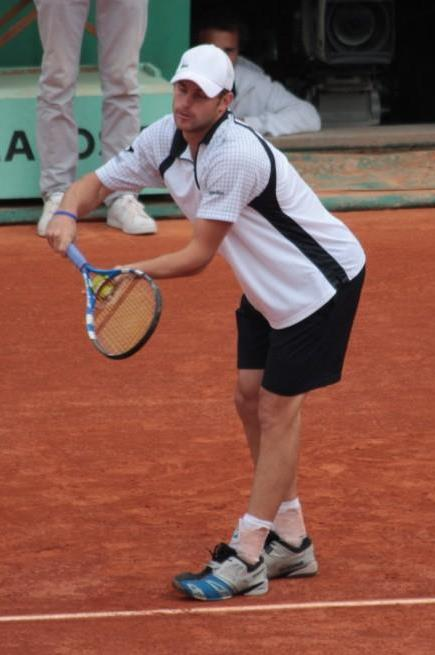
Roddick podczas turnieju French Open (2009)

Swój kolejny zawodowy sezon Roddick rozpoczął od turnieju w Ad-Dausze, awansując do finału. Pokonał m.in. w półfinale Gaëla Monfilsa, jednak w decydującym spotkaniu nie sprostał Andy’emu Murrayowi. Po tych zawodach Roddick zagrał w Australian Open, osiągając półfinał po wcześniejszym wyeliminowaniu Novaka Đokovicia. Spotkanie o finał zawodów przegrał 5:7, 5:7, 2:6 z Rogerem Federerem.
W lutym Amerykanin wystartował w San José. Roddick uzyskał półfinał, w którym zmierzył się z Radkiem Štěpánkiem. Pojedynek wygrał Czech w trzech setach. Po tym turnieju Roddick wziął udział w imprezie rozgrywanej w Memphis. Zawody zakończyły się triumfem Roddicka, który w finałowym meczu pokonał Štěpánka 7:5, 7:5. W marcu Amerykanin zagrał w turniejach z serii ATP World Tour Masters 1000. W Indian Wells osiągnął półfinał, po drodze pokonując Davida Ferrera i Novaka Đokovicia. Mecz o finał z Rafaelem Nadalem zakończył się porażką Roddicka. W Indian Wells Roddick doszedł ponadto do finału gry podwójnej razem z Mardym Fishem, gdzie w meczu o tytuł zagrali z parą Maks Mirny i Andy Ram. Roddick i Fish wygrali pojedynek 3:6, 6:1, 14-12, broniąc trzech piłek meczowych. Podczas rozgrywek w Miami Roddick doszedł do ćwierćfinału. Pojedynek o półfinał rozegrał z Rogerem Federerem, z którym przegrał 3:6, 6:4, 4:6.
W połowie maja Roddick wystartował w Madrycie, gdzie awansował do ćwierćfinału, w którym ponownie musiał uznać wyższość Federera. Po dwuletniej przerwie ponownie wystąpił na kortach Rolanda Garrosa, dochodząc do IV rundy, co jest jego najlepszym wynikiem na paryskich kortach. Odpadł z rozgrywek po przegranej z Gaëlem Monfilsem 4:6, 2:6, 3:6.
Podczas rozgrywek na kortach trawiastych w Londynie Roddick doszedł do półfinału po wcześniejszym wyeliminowaniu Lleytona Hewitta. Mecz o finał rozegrał z Jamesem Blakiem, kreczując przy stanie 4:4 w pierwszym secie z powodu zwichnięcia kostki. Występ na Wimbledonie Roddick rozpoczął od meczu z Francuzem Jérémym Chardym. Spotkanie zakończyło się zwycięstwem Amerykanina w czterech setach. W kolejnych meczach Roddick również rozgrywał pojedynki czterosetowe. W ćwierćfinale zmierzył się z Lleytonem Hewittem, z którym wygrał mecz wynikiem 6:3, 6:7(10), 7:6(1), 4:6, 6:4. Pojedynek trwał ponad cztery godziny. W półfinale Amerykanin pokonał w czterech setach Andy’ego Murraya. Tym samym po raz trzeci w karierze awansował do wimbledońskiego finału i po raz trzeci spotkał się w nim z Federerem. Blisko pięciogodzinny pojedynek zakończył się wynikiem 5:7, 7:6(6), 7:6(5), 3:6, 16:14 dla Szwajcara. Był to najdłuższy finał w historii Wimbledonu.
Na początku sierpnia Roddick zagrał w Waszyngtonie. W ćwierćfinale wygrał z Samem Querreyem, przeciwko któremu rozegrał 500. wygrany mecz w karierze. Następnie zwyciężył z Ivo Karloviciem, a w finale spotkał się z Juanem Martínem del Potro. Spotkanie zakończyło się rezultatem 3:6, 7:5, 7:6(6) dla del Potro. Po turnieju w stolicy Stanów Zjednoczonych Roddick wziął udział w zawodach w Montrealu. W I rundzie Amerykanin miał „wolny los”. W II fazie wygrał z Igorem Andriejewem, a w III po ponad dwugodzinnym pojedynku pokonał Fernando Verdasco. W ćwierćfinale spotkał się ze zwycięzcą turnieju sprzed dwóch lat, Novakiem Đokoviciem. Mecz zakończył się wynikiem 6:4, 7:6(4) dla Roddicka. W następnej rundzie zmierzył się z del Potro, któremu uległ w trzech setach. Podczas turnieju ATP World Tour Masters 1000 w Cincinnati Roddick odpadł w II rundzie po porażce z Samem Querreyem.
Podczas US Open awansował do IV rundy, w której zmierzył się z Johnem Isnerem. Mecz zakończył się zwycięstwem Isnera w pięciu setach 7:6(3), 6:3, 3:6, 5:7, 7:6(5). W październiku Roddick zagrał w turnieju China Open w Pekinie. Amerykanin przegrał w I rundzie z kwalifikantem Łukaszem Kubotem. W turnieju deblowym uzyskał wspólnie z Markiem Knowlesem finał, w którym zmierzyli się z Bobem Bryanem i Mikiem Bryanem. Roddick i Knowles przegrali pojedynek 4:6, 2:6. Podczas rozgrywek ATP World Tour Masters 1000 w Szanghaju Amerykanin odpadł w II rundzie ze Stanislasem Wawrinką z powodu kontuzji kolana, jakiej doznał przy stanie 3:4. Okazało się, że był to ostatni turniej rozegrany przez Amerykanina w 2009 roku.
Sezon 2009 Roddick zakończył na 7. miejscu w światowym rankingu ATP.

### Sezon 2010

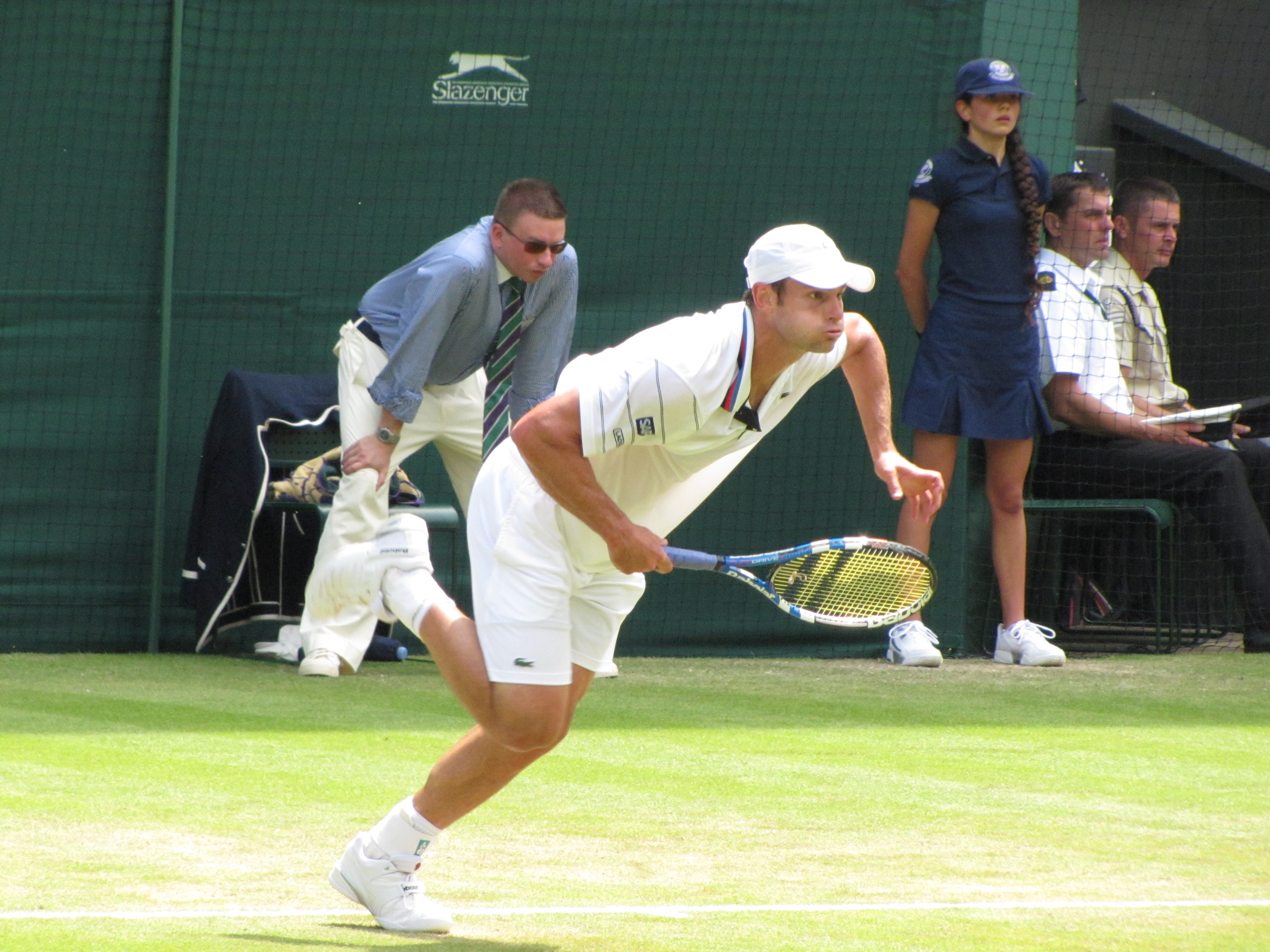
Roddick wykonujący serwis podczas Wimbledonu (2010)

Po ponad trzymiesięcznej przerwie spowodowanej urazem Roddick powrócił na korty podczas turnieju w Brisbane. W I rundzie Amerykanin wyeliminował Petera Luczaka. W kolejnej fazie rozgrywek pokonał Carstena Balla, w ćwierćfinale Richarda Gasqueta, a w półfinale Tomáša Berdycha. Spotkanie finałowe rozegrał z broniącym tytułu Radkiem Štěpánkiem. Roddick wygrał pojedynek 7:6(2), 7:6(7), odnosząc swoje pierwsze turniejowe zwycięstwo w sezonie, a 28 w całej karierze. Podczas Australian Open Roddick w I i II rundzie bez straty seta pokonał Thiemo de Bakkera oraz Thomaza Bellucciego. W pojedynku III rundy po czterosetowej walce wygrał z Feliciano Lópezem, a w meczu o ćwierćfinał wyeliminował wynikiem 6:3, 3:6, 4:6, 7:5, 6:2 Fernando Gonzáleza. Spotkanie ćwierćfinałowe rozegrał z Marinem Čiliciem. Roddick przegrał mecz 6:7(4), 3:6, 6:3, 6:2, 3:6. Na początku lutego wystartował w turnieju w San Josè. Roddick awansował do finału, pokonując m.in. Tomáša Berdycha oraz Sama Querreya. Mecz o tytuł przegrał 6:3, 4:6, 4:6 z Fernando Verdasco. W swoim kolejnym występie, na halowych kortach w Memphis doszedł do ćwierćfinału, przegrywając pojedynek o dalszą rundę z Querreyem.
W marcu Roddick doszedł po raz pierwszy w karierze do finału turnieju w Indian Wells. Po drodze pokonał m.in. Tommy’ego Robredo oraz w półfinale Robina Söderlinga. W pojedynku finałowym nie sprostał Ivanowi Ljubičiciowi, przegrywając 6:7(3), 6:7(5).
Na piąte zwycięstwo w turnieju ATP World Tour Masters 1000 Amerykanin czekał przez blisko trzy i pół roku, do zawodów w Miami. Roddick wyeliminował w drodze po tytuł m.in. w ćwierćfinale Hiszpana Nicolása Almagro, w półfinale Rafaela Nadala, a w finale wynikiem 7:5, 6:4 Tomáša Berdycha. Po finale powiedział:

„Oczywiście wygranie tego turnieju jest dla mnie wielką sprawą. Czułem, że jestem pod presją, ponieważ miałem dużą szansę w Indian Wells, a nie wykorzystałem jej. W ważnych momentach grałem bardzo dobrze. Byłem w stanie wykonać wszystko, co sobie założyłem przed meczem”.

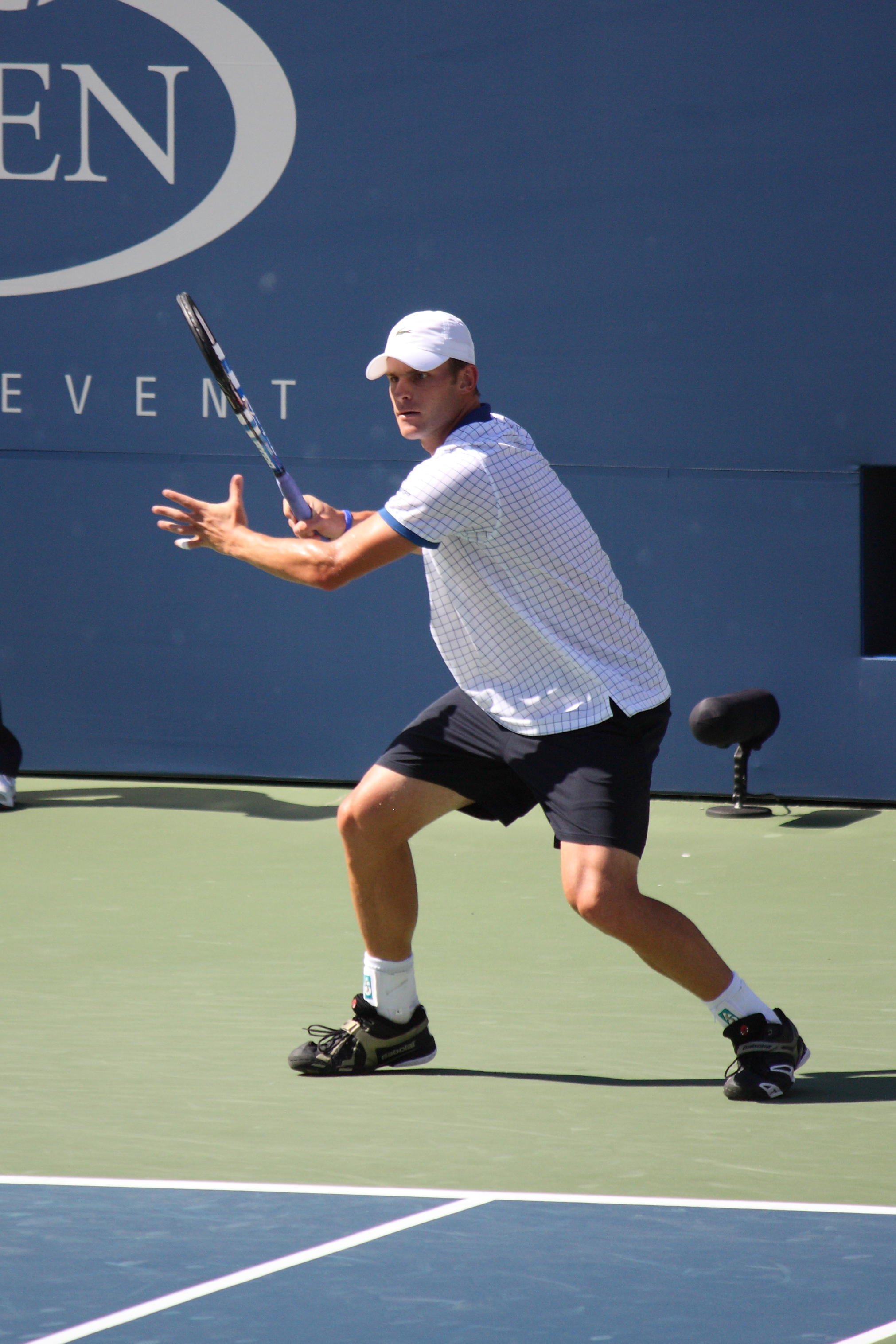
Roddick podczas US Open (2010)

Pod koniec maja Roddick wystartował w wielkoszlemowym Rolandzie Garrosie. Amerykanin doszedł do III rundy, eliminując w pięciu setach Jarkko Nieminena oraz w czterech partiach Słoweńca Blaža Kavčicia. Mecz o IV rundę przegrał z Tejmurazem Gabaszwilim.
Miesiąc gry na kortach trawiastych Roddick rozpoczął od turnieju w Queen’s, gdzie przegrał w III rundzie z Dudim Selą. Podczas wielkoszlemowego Wimbledonu Amerykanin odpadł z rywalizacji w IV rundzie z Lu Yen-hsunem, przegrywając 6:4, 6:7(3), 6:7(4), 7:6(5), 7:9.
US Open Series Amerykanin rozpoczął od startu w Atlancie, dzięki otrzymaniu od organizatorów dzikiej karty. Roddick osiągnął półfinał turnieju, eliminując odpowiednio Rajeeva Rama i Xaviera Malissa. Pojedynek o finał przegrał w dwóch setach z Mardym Fishem. Na początku sierpnia Amerykanin wystąpił w Waszyngtonie, gdzie został pokonany w III rundzie przez Gilles’a Simona. Następnie zrezygnował ze startu w Toronto. Powodem wycofania się Roddicka z rozgrywek było osłabienie organizmu. Po przeprowadzonych badaniach lekarskich wykryto u Amerykanina mononukleozę. Podczas zawodów w Cincinnati Roddick doszedł do półfinału, eliminując po drodze Robina Söderlinga i Novaka Đokovicia. Mecz o finał przegrał Mardym Fishem 6:4, 6:7(3), 1:6, pomimo tego, że w drugim secie miał przewagę 5:3 i serwował na zwycięstwo w pojedynku. Podczas US Open Roddick odpadł z rywalizacji w II rundzie. W I fazie wyeliminował Stéphana Roberta, a w II przegrał 6:3, 5:7, 3:6, 6:7(4) z Janko Tipsareviciem.
Jesienią Amerykanin wziął udział w turnieju w Tokio, gdzie doszedł do ćwierćfinału po wygranych z Tatsumą Itō i Jérémym Chardym. Pojedynek o dalszą fazę przegrał w trzech setach z Gaëlem Monfilsem. W połowie października, podczas meczu II rundy rozgrywek ATP World Tour Masters 1000 w Szanghaju z Guillermo Garcíą Lópezem Roddick doznał urazu prawego uda. Do gry Amerykanin powrócił na początku listopada w Bazylei, dochodząc do półfinału po wcześniejszym wyeliminowaniu Sama Querreya, Andrieja Gołubiewa i Davida Nalbandiana. Spotkanie o finał zawodów Roddick przegrał z Rogerem Federerem. Na koniec sezonu Roddick wystartował w turnieju halowym w Paryżu, osiągając ćwierćfinał, w którym nie sprostał Robinowi Söderlingowi.
Do zawodów ATP World Tour Finals Roddick uzyskał kwalifikację jako ostatni. W fazie grupowej zmierzył się z Rafaelem Nadalem, Tomášem Berdychem oraz Novakiem Đokoviciem, przeciwko którym przegrał wszystkie pojedynki.
Na koniec roku Amerykanin zajmował 8. pozycję w zestawieniu ATP.

### Sezon 2011
Sezon 2011 Amerykanin zainaugurował zawodami w Brisbane, gdzie grał jako obrońca tytułu. Roddick osiągnął finał, eliminując po drodze m.in. Markosa Pagdatisa. Finałowy pojedynek przegrał z Robinem Söderlingiem 3:6, 5:7. Podczas wielkoszlemowego Australian Open Amerykanin w I rundzie pokonał Czecha Jana Hájka, następnie Igora Kunicyna oraz Robina Haase. Spotkanie o ćwierćfinał zawodów przegrał ze Stanislasem Wawrinką. W połowie lutego Roddick wystartował w Memphis. W I i II rundzie wyeliminował Ričardasa Berankisa i Janko Tipsarevicia. W ćwierćfinale wygrał z Lleytonem Hewittem, a w meczu półfinałowym po raz pierwszy pokonał Juana Martína del Potro, osiągając zarazem pięćdziesiąty finał w karierze. W pojedynku finałowym Amerykanin zagrał z Kanadyjczykiem Milosem Raonicem. Spotkanie zakończyło się zwycięstwem Roddicka, który tym samym zdobył swój trzydziesty tytuł singlowy. Po turnieju w Memphis Roddick miał wystartować w Delray Beach, jednak wycofał się z zawodów z powodu objawów grypy.
W połowie marca podczas turnieju ATP World Tour Masters 1000 w Indian Wells Roddick awansował do IV rundy, eliminując Jamesa Blake’a i Johna Isnera. Spotkanie o ćwierćfinał zawodów przegrał z Richardem Gasquetem. Grając jako obrońca tytułu w Miami Roddick odpadł z rywalizacji w II fazie po porażce z Pablo Cuevasem.
Pierwszy turniej z udziałem Roddicka na nawierzchni ziemnej miał miejsce na początku maja w Madrycie. Roddick przegrał swój mecz z Flavio Cipollą, tenisistą sklasyfikowanym na 160. miejscu w rankingu ATP. Podczas turnieju w Rzymie Roddick odpadł w I rundzie z Gilles’em Simonem. Amerykanin wystartował również w grze podwójnej, gdzie wspólnie z Mardym Fishem doszli do finału, po wcześniejszym wyeliminowaniu czołowej pary świata, Boba i Mike’a Bryanów. Ze względu na kontuzję ramienia, jakiej Roddick doznał, przegrali finał walkowerem z Samem Querreyem i Johnem Isnerem. Z powodu doznanego w Rzymie urazu Roddick nie wystąpił w Rolandzie Garrosie.
Na początku czerwca Roddick wystartował w Londynie (Queen’s). W II rundzie pokonał Feliciano Lópeza, wygrywając tym samym swój pierwszy mecz od marca. W dalszych rundach wygrywał z Kevinem Andersonem i Fernando Verdasco. Spotkanie o finał zakończyło się porażką Amerykanina z Andym Murrayem. Na Wimbledonie Roddick doszedł do III rundy po wygranych z Andreasem Beckiem i Victorem Hănescu. Pojedynek z Feliciano Lópezem o IV rundę zawodów Amerykanin przegrał 6:7(2), 6:7(2), 4:6. Na początku sierpnia, podczas jednego z treningów Roddick nadciągnął mięsień brzucha i w efekcie wycofał się z rozgrywek w Waszyngtonie oraz Montrealu.
Na korty Amerykanin powrócił podczas turnieju w Cincinnati, gdzie został pokonany w meczu I rundy przez Philippa Kohlschreibera. Następnie Roddick wystartował w Winston-Salem, grając z „dziką kartą”. Amerykanin doszedł do półfinału zawodów, ponosząc porażkę z Johnem Isnerem. Na US Open Roddick dotarł do ćwierćfinału, osiągając tę fazę rozgrywek w Nowym Jorku po raz ósmy w karierze. Po drodze pokonał m.in. Davida Ferrera. Pojedynek z Hiszpanem przerywany był przez opady deszczu, jednak Roddick wygrał rywalizację 6:3, 6:4, 3:6, 6:3. W pojedynku z Rafaelem Nadalem o półfinał imprezy Roddick przegrał w trzech setach.
Po turnieju w Nowym Jorku Roddick wystartował w październiku w Pekinie, gdzie uległ w I rundzie Kevinowi Andersonowi. Następnie Amerykanin zagrał w Szanghaju, osiągając zarazem pierwszy w sezonie ćwierćfinał imprezy kategorii ATP World Tour Masters 1000. Roddick odpadł jednak w spotkaniu o awans do półfinału z Davidem Ferrerem. Na początku listopada Roddick wystąpił w Bazylei, awansując po wygranych z Tommym Haasem i Radkiem Štěpánkiem do ćwierćfinału, w którym nie sprostał Rogerowi Federerowi. Wraz z tą przegraną Amerykanin nie zakwalifikował się po raz pierwszy od 2002 roku do turnieju ATP World Tour Finals. Ostatni w sezonie turniej Roddick rozegrał w Paryżu, odpadając z rywalizacji w III rundzie, po porażce z Andym Murrayem.

### Sezon 2012
Pierwszy turniej w 2012 roku z udziałem Amerykanina odbył się podczas Australian Open. W I rundzie Roddick pokonał Robina Haase, natomiast w dalszej rundzie zmierzył się z Lleytonem Hewittem. Roddick przy stanie 6:3, 3:6, 4:6 poddał pojedynek z powodu nadciągnięcia ścięgna udowego. W lutym Amerykanin powrócił do gry na turniej w San José, gdzie doszedł do ćwierćfinału po wygranej z Denisem Kudlą. Pojedynek o awans do półfinału Roddick przegrał z Denisem Istominem. Na początku marca Roddick dotarł do ćwierćfinału w Delray Beach, gdzie wystąpił po raz pierwszy od 2003 roku. Amerykanin pokonał m.in. Denisa Istomina, jednak w spotkaniu o awans do dalszej rundy przeciwko Kevinowi Andersonowi, Roddick nie wykorzystał 3 piłek meczowych w drugim secie przegrywając 6:2, 6:7(9), 4:6.
Podczas imprezy w Indian Wells Amerykanin dotarł po zwycięstwie nad Łukaszem Kubotem do III rundy, gdzie poniósł porażkę z Tomášem Berdychem. W Miami Roddick doszedł do IV rundy. Amerykanin w III rundzie rywalizacji pokonał po raz trzeci w karierze Rogera Federera, wynikiem 7:6(4), 1:6, 6:4. Spotkanie o awans do ćwierćfinału Amerykanin przegrał z Juanem Mónaco.
Po turnieju w Miami Roddick zagrał półtora miesiąca później, pod koniec maja tuż przed wielkoszlemowym Rolandem Garrosem, w Düsseldorfie w ramach Drużynowego pucharu świata. Długa przerwa pomiędzy turniejami spowodowana była problemami z biodrem, przez co musiał zrezygnować ze startu w Madrycie i Rzymie. Na niemieckich kortach Amerykanin poniósł trzy porażki, najpierw przegrywając z Carlosem Berlocqiem, następnie z Tomášem Berdychem i na koniec z Gō Soedą. Na Rolandzie Garrosie Amerykanin odpadł w I rundzie po porażce z Nicolasem Mahutem. Była to pierwsza porażka Roddicka w I rundzie zawodów wielkoszlemowych od pięciu lat.
W połowie czerwca, na trawiastych kortach Queen’s Clubu w Londynie amerykański tenisista został wyeliminowany w swoim pierwszym meczu przez Édouarda Rogera-Vasselina, doznając szóstej porażki z rzędu w bieżącym sezonie, najdłuższej w całej karierze. Po tym spotkaniu pojawiły się nawet wiadomości, że rozważa zakończenie sportowej kariery.
Tuż po zawodach w Londynie Roddick zdecydował się wystartować po raz pierwszy od dziesięciu lat w turnieju bezpośrednio poprzedzającym Wimbledon. Amerykanin otrzymując dziką kartę zagrał w Eastbourne, gdzie przełamał serię kolejnych porażek pokonując w I rundzie Sama Querreya. W ćwierćfinałowym pojedynku z Fabio Fogninim Roddick zwyciężył w swoim 600. meczu w zawodowym Tourze. Po zwycięstwie w półfinałowej rundzie ze Steve’em Darcisem Amerykanin awansował po raz pierwszy w sezonie do finału, a zmierzył się z Andreasem Seppim. Mecz zakończył się wynikiem 6:3, 6:2 dla Roddicka dzięki czemu został pierwszym tenisistą ze Stanów Zjednoczonych, który w 2012 roku zakończył zawody końcowym triumfem. Roddick również wyrównał wynik Rogera Federera serii dwunastu sezonów z co najmniej jednym turniejowym zwycięstwem. Na Wimbledonie Amerykanin doszedł do III rundy, przegrywając z Davidem Ferrerem. Drugi w sezonie tytuł Roddick wywalczył w Atlancie. W drodze po zwycięstwo wyeliminował m.in. w półfinale Johna Isnera, a w finale pokonał 1:6, 7:6(2), 6:2 Gillesa Müllera. W spotkaniu z Müllerm tenisista amerykański zmagał się z bólem prawego ramienia.
Wielkoszlemowy US Open Roddick rozpoczął od meczu z Rhynem Williamsem. Po pokonaniu rywala 6:3, 6:4, 6:4 Roddick ogłosił, że jest to ostatni turniej w jego karierze. Tłumacząc powody podjętej decyzji, powiedział:

„Nie wiem, czy jestem wystarczająco zdrów i wystarczająco zaangażowany, by grać przez kolejny rok. Rywale są teraz naprawdę bardzo dobrzy. Sądzę, że nie będąc w pełni zdrowy, nie jestem w stanie robić na korcie tego, co chcę. (...) Popełniłem wiele błędów, ale nigdy nie uznawałem półśrodków. Teraz, po raz pierwszy w karierze, nie jestem pewien, czy jestem w stanie jeszcze dawać z siebie wszystko”.

W dalszej rundzie Amerykanin wygrał z Bernardem Tomiciem, a następnie z Fabio Fogninim. Dnia 5 września w IV rundzie przeciwko Juanowi Martínowi del Potro tenisista amerykański rozegrał ostatni pojedynek w swojej dwunastoletniej karierze, ponosząc porażkę 7:6(1), 6:7(4), 2:6, 4:6. Spotkanie miało się odbyć dzień wcześniej, ale opady deszczu uniemożliwiły planowe ukończenie rywalizacji. Z chwilą kiedy Roddick oficjalnie zakończył swoje tenisowe starty, USA po raz pierwszy w erze open nie posiada aktywnego mistrza wielkoszlemowego.

### Puchar Davisa
W reprezentacji Stanów Zjednoczonych Roddick zadebiutował w 2001 roku w meczu I rundy ze Szwajcarią. Swój singlowy pojedynek zakończył zwycięstwem 6:3, 6:4 z George’em Bastlem, jednak to Szwajcarzy wygrali całą rywalizację 3:2 i awansowali do dalszej fazy rozgrywek. Roddick po raz kolejny otrzymał powołanie do zespołu na mecze barażowe z Indiami o utrzymanie się w grupie światowej. Amerykanin pokonał w swoich spotkaniach Harsha Mankada, a potem Leandera Paesa.
W edycji z 2002 roku Roddick doszedł z zespołem do półfinału. W pojedynku o finał Amerykanie przegrali 2:3 z Francuzami. Roddick przegrał oba mecze singlowe, ulegając Arnaudowi Clémentowi oraz Sébastienowi Grosjeanowi.
W 2003 roku jego zespół odpadł już w I fazie rozgrywek. Rywalami Amerykanów byli wówczas Słowacy, którzy wygrali rywalizację 3:2. Roddick pokonał Karola Becka i przegrał z Dominikiem Hrbatým.
W 2004 roku Amerykanin awansował z reprezentacją do finału imprezy, eliminując odpowiednio Austrię, Szwecję oraz Białoruś, przeciwko której ustanowił rekord najszybszego serwisu na świecie: 249,5 km/h. W finale zagrały ze sobą reprezentacje Stanów Zjednoczonych oraz Hiszpanii. Roddickowi przyszło się zmierzyć z Rafaelem Nadalem i Carlosem Moyą. Oba spotkania zakończyły się porażką Amerykanina. Ostatecznie Puchar Davisa zdobyli Hiszpanie, zwyciężając 3:2.
W edycji Pucharu Davisa z 2005 roku Amerykanie przegrali w I rundzie z Chorwatami 2:3. Roddick w swoich meczach najpierw wygrał z Mario Ančiciem 4:6, 6:2, 6:1, 6:4, a potem nie sprostał Ivanowi Ljubičiowi, przegrywając 6:4, 3:6, 6:7(11), 7:6(7), 2:6. W play-offach z Belgami Amerykanie wygrali 4:1, a Roddick wygrał oba swoje mecze, pokonując Christophe Rochusa i jego brata Oliviera.
W 2006 roku uzyskał z reprezentacją półfinał, pokonując wcześniej Rumunię i Chile. W rundzie przeciwko Chilijczykom Roddick odniósł dwa decydujące zwycięstwa, pokonując najpierw Nicolása Massú, a potem Fernando Gonzáleza. W walce o finał rywalami tenisistów z Ameryki Północnej byli Rosjanie, przeciwko którym Roddick przegrał oba mecze, w trzech setach z Maratem Safinem i w pięciu setach z Dmitrijem Tursunowem. Wynik konfrontacji to 3:2 dla Rosji.
W 2007 roku Roddick wraz z resztą zespołu triumfowali w rozgrywkach, rewanżując się w finale Rosji 4:1, a wcześniej eliminując Czechy, Hiszpanię oraz Szwecję, przeciwko którym Roddick nie przegrał meczu. Przeciwko Rosjanom Roddick zwyciężył z Tursunowem 6:4, 6:4, 6:2.
W sezonie 2008 Roddick doszedł z zespołem do półfinału. Rywalami Amerykanów byli Hiszpanie, przeciwko którym Roddick rozegrał dwa mecze. Najpierw zagrał z Davidem Ferrerem, a potem z Rafaelem Nadalem. Oba pojedynki zakończyły się porażką Roddicka, a Hiszpanie awansowali do finału.
W 2009 roku wystąpił w reprezentacji w I rundzie przeciwko Szwajcarii. Roddick wygrał najpierw z Marco Chiudinellim, a potem ze Stanislasem Wawrinką. Z udziału w ćwierćfinale zrezygnował z powodu wyczerpania finałem Wimbledonu oraz nadciągnięcia mięśni prawego uda.
W marcu 2011 roku Amerykanin powrócił do reprezentacji USA na pojedynek I rundy z Chile. Roddick rozegrał dwa zwycięskie spotkania w singlu, a jego zespół awansował do dalszej fazy, w której zmierzył się z Hiszpanią. Amerykanin wystąpił również w konfrontacji z Hiszpanami, jednak przegrał swój singlowy mecz z Davidem Ferrerem. Ostatecznie Amerykanie przegrali rywalizację 1:4.
Łącznie Roddick rozegrał dla zespołu 43 meczów singlowych, z których 31 wygrał.

### Rywalizacja z Rogerem Federerem
Roddick z Federerem po raz pierwszy zmierzyli się jesienią 2001 roku w pojedynku ćwierćfinałowym w Bazylei. Mecz zakończył się wygraną Szwajcara 3:6, 6:3, 7:6(5). Jest to jedna z najdłuższych rywalizacji tenisowych XXI wieku. Tenisiści rozegrali między sobą 24 pojedynki, z których w 21 triumfował Federer. Roddick zwyciężył najpierw w 2003 roku w Montrealu, następnie w 2008 w Miami, a po raz trzeci w 2012 ponownie w Miami. Obaj zawodnicy siedmiokrotnie grali ze sobą w finałach, w tym cztery razy w finałach turniejów wielkoszlemowych. Jeden z nich miał miejsce podczas Wimbledonu z 2009 roku. Spotkanie wygrał w pięciu setach Federer, a pojedynek ten uznano za mecz roku oraz za jedno z najlepszych spotkań ostatnich lat. Ostatni raz zagrali ze sobą w 2012 roku w Miami. Amerykanin ze Szwajcarem rywalizowali również o bezpośrednie prowadzenie w rankingu ATP. Przed Australian Open z 2004 roku to Roddick był liderem, natomiast po zakończeniu rozgrywek Federer awansował na pierwszą pozycję.

### Rywalizacja z Lleytonem Hewittem
Lleyton Hewitt i Andy Roddick zagrali ze sobą 14 spotkań, z których obaj wygrali po 7. Pierwszy mecz podczas turnieju w Miami wygrał Australijczyk. Początkowo Hewitt dominował w tej rywalizacji; do marca 2005 roku triumfował w sześciu spośród siedmiu rozegranych wówczas pojedynków. Od zawodów w Cincinnati z 2005 roku Roddick wygrał w kolejnych sześciu spotkaniach, aż do Australian Open z 2012 roku, kiedy to Hewitt zwyciężył poprzez krecz Amerykanina. Tenisiści nigdy nie zagrali między sobą w finale turnieju ATP. Rywalizowali m.in. w siedmiu półfinałach imprez z cyklu ATP World Tour oraz pięciu ćwierćfinałach.

## Styl gry
Andy Roddick był tenisistą praworęcznym, wykonującym oburęczny backhand i jednoręczny forehand. Znany ze swojego serwisu, który wykonywał zazwyczaj z prędkością 200–235 km/h. Amerykanin dzięki swoim zdolnościom serwisowym od wielu lat był w czołówce zawodników z największą liczbą asów serwisowych w sezonie, największym procentem wygrywanych piłek zarówno po pierwszym, jak i po drugim podaniu, a także jest jednym z tenisistów, którzy mają największy procent wygrywanych serwisów. Dla przykładu, w 2004 roku Roddick zaserwował 1017 asów serwisowych, najwięcej w całym roku. Do marca 2011 roku Roddick był rekordzistą świata w prędkości serwisu. Ustanowił go podczas meczu Pucharu Davisa przeciwko Białorusi, a wynosił on 249,5 km/h.
Od początku swojej kariery Roddick oprócz serwisu posiadał również jeden z najsilniejszych forehandów. Często stosował taktykę serwis-forehand, zmuszając po wykonaniu podania przeciwnika do obrony, a następnie wygrywając wymianę forhendem. Kiedy trenerem Roddicka został Larry Stefanki poprawie uległy inne elementy gry Roddicka. Wcześniej szkoleniowiec nadmienił, że „głównym problemem Amerykanina jest zbyt pasywny return”. Amerykański tenisista poprawił return, a także backhand.
Współpracując ze Stefankim Roddick oprócz serwisu i forehandu słynął z cierpliwej gry na korcie oraz małej liczby niewymuszonych błędów. Te zmiany spowodowane były przez kontuzje, na które Amerykanin narażony był ze względu na wcześniejszy, agresywny i siłowy styl gry. Ponadto Roddick częściej grał metodą serwis-wolej.

## Życie prywatne
Andy Roddick urodził się w miejscowości Omaha, w stanie Nebraska. Jest synem Jerry’ego i Blanche Roddicków. Ma dwóch starszych braci – Lawrence’a i Johna, którzy w przeszłości również grywali w tenisa. John był w latach 1996–1998 zawodnikiem Uniwersytetu w Georgii, natomiast Lawrence członkiem seniorskiej drużyny narodowej Stanów Zjednoczonych. Bliskim przyjacielem Andy’ego Roddicka jest inny amerykański tenisista Mardy Fish. Razem dorastali i uczęszczali do tej samej szkoły. Fish sam przyznał, że „są bardziej jak bracia, niż przyjaciele”.
Przez pewien czas, od roku 2002 do kwietnia 2004 roku, Roddick spotykał się z aktorką i piosenkarką Mandy Moore. 17 kwietnia 2009 roku Roddick poślubił Brooklyn Decker. Para poznała się w 2007, a w marcu 2008 odbyły się ich zaręczyny. Obecnie małżeństwo mieszka w Austin, w Teksasie.
Roddick jest założycielem fundacji walczącej z wykorzystywaniem i zaniedbywaniem dzieci. Andy Roddick Foundation można wspomóc m.in. poprzez zakup granatowych, silikonowych bransoletek z napisem „No compromise”. Dzięki swojej działalności Amerykanin w 2004 roku otrzymał nagrodę Arthur Ashe Humanitarian Award, a w kwietniu 2007 wyróżnienie Ashe Institute for Urban Health. Tuż przed Australian Open z 2010 roku Amerykanin wziął udział w turnieju pokazowym zorganizowanym by pomóc ofiarom trzęsienia ziemi na Haiti. W akcji wystartowało wielu czołowych tenisistów, a także tenisistek. Dochód w wysokości 200 000 dolarów w całości przekazano poszkodowanym w trzęsieniu. Po zakończeniu kariery udzielał się m.in. jako ekspert od futbolu amerykańskiego.
Pod koniec stycznia 2017 podano do informacji, że Roddick zostanie włączony dnia 22 lipca 2017 do Międzynarodowej Tenisowej Galerii Sławy.
Na kortach zarobił łącznie 20 517 390 dolarów amerykańskich.

## Statystyki

### Finały turniejów wielkoszlemowych

#### Gra pojedyncza (1–4)
| Końcowy wynik | Rok  | Turniej   | Nawierzchnia | Przeciwnik          | Wynik finału                    |
| Zwycięzca     | 2003 | US Open   | Twarda       | Juan Carlos Ferrero | 6:3, 7:6(2), 6:3                |
| Finalista     | 2004 | Wimbledon | Trawiasta    | Roger Federer       | 6:4, 5:7, 6:7(3), 4:6           |
| Finalista     | 2005 | Wimbledon | Trawiasta    | Roger Federer       | 2:6, 6:7(2), 4:6                |
| Finalista     | 2006 | US Open   | Twarda       | Roger Federer       | 2:6, 6:4, 5:7, 1:6              |
| Finalista     | 2009 | Wimbledon | Trawiasta    | Roger Federer       | 7:5, 6:7(6), 6:7(5), 6:3, 14:16 |

### Finały turniejów ATP World Tour Masters 1000

#### Gra pojedyncza (5–4)
| Końcowy wynik | Rok  | Turniej           | Nawierzchnia | Przeciwnik          | Wynik finału            |
| Finalista     | 2002 | Toronto (Kanada)  | Twarda       | Guillermo Cañas     | 4:6, 5:7                |
| Zwycięzca     | 2003 | Montreal (Kanada) | Twarda       | David Nalbandian    | 6:1, 6:3                |
| Zwycięzca     | 2003 | Cincinnati (1)    | Twarda       | Mardy Fish          | 4:6, 7:6(3), 7:6(4)     |
| Zwycięzca     | 2004 | Miami (1)         | Twarda       | Guillermo Coria     | 6:7(2), 6:3, 6:1, krecz |
| Finalista     | 2004 | Toronto (Kanada)  | Twarda       | Roger Federer       | 5:7, 3:6                |
| Finalista     | 2005 | Cincinnati        | Twarda       | Roger Federer       | 3:6, 5:7                |
| Zwycięzca     | 2006 | Cincinnati (2)    | Twarda       | Juan Carlos Ferrero | 6:3, 6:4                |
| Finalista     | 2010 | Indian Wells      | Twarda       | Ivan Ljubičić       | 6:7(3), 6:7(5)          |
| Zwycięzca     | 2010 | Miami (2)         | Twarda       | Tomáš Berdych       | 7:5, 6:4                |

#### Gra podwójna (1–1)
| Końcowy wynik | Rok  | Turniej      | Nawierzchnia | Partner    | Przeciwnicy w finale   | Wynik finału    |
| Zwycięzca     | 2009 | Indian Wells | Twarda       | Mardy Fish | Maks Mirnyj Andy Ram   | 3:6, 6:1, 14–12 |
| Finalista     | 2011 | Rzym         | Ceglana      | Mardy Fish | John Isner Sam Querrey | walkower        |

### Finały w turniejach ATP World Tour

#### Gra pojedyncza (32–20)
| Legenda                                                  |
| Wielki Szlem (1–4)                                       |
| Igrzyska olimpijskie (0–0)                               |
| Tennis Masters Cup / ATP World Tour Finals (0–0)         |
| ATP Masters Series / ATP World Tour Masters 1000 (5–4)   |
| ATP International Series Gold / ATP World Tour 500 (5–3) |
| ATP International Series / ATP World Tour 250 (21–9)     |

| Wygrane według nawierzchni |
| Twarda (21–15)             |
| Ceglana (5–2)              |
| Trawiasta (5–3)            |
| Dywanowa (1–0)             |

| Końcowy wynik | Nr  | Data                 | Turniej              | Nawierzchnia    | Przeciwnik            | Wynik finału                    |
| Zwycięzca     | 1.  | 29 kwietnia 2001     | Atlanta              | Ceglana         | Xavier Malisse        | 6:2, 6:4                        |
| Zwycięzca     | 2.  | 6 maja 2001          | Houston (1)          | Ceglana         | Lee Hyung-taik        | 7:5, 6:3                        |
| Zwycięzca     | 3.  | 19 sierpnia 2001     | Waszyngton (1)       | Twarda          | Sjeng Schalken        | 6:2, 6:3                        |
| Zwycięzca     | 4.  | 24 lutego 2002       | Memphis (1)          | Twarda (hala)   | James Blake           | 6:4, 3:6, 7:5                   |
| Finalista     | 1.  | 10 marca 2002        | Delray Beach         | Twarda          | Davide Sanguinetti    | 4:6, 6:4, 4:6                   |
| Zwycięzca     | 5.  | 28 kwietnia 2002     | Houston (2)          | Ceglana         | Pete Sampras          | 7:6(9), 6:3                     |
| Finalista     | 2.  | 4 sierpnia 2002      | Toronto (Kanada)     | Twarda          | Guillermo Cañas       | 4:6, 5:7                        |
| Finalista     | 3.  | 23 lutego 2003       | Memphis              | Twarda (hala)   | Taylor Dent           | 1:6, 4:6                        |
| Finalista     | 4.  | 27 kwietnia 2003     | Houston              | Ceglana         | Andre Agassi          | 6:3, 3:6, 4:6                   |
| Zwycięzca     | 6.  | 25 maja 2003         | Sankt Pölten         | Ceglana         | Nikołaj Dawydienko    | 6:3, 6:2                        |
| Zwycięzca     | 7.  | 15 czerwca 2003      | Londyn (Queen’s) (1) | Trawiasta       | Sébastien Grosjean    | 6:3, 6:3                        |
| Zwycięzca     | 8.  | 27 lipca 2003        | Indianapolis (1)     | Twarda          | Paradorn Srichaphan   | 7:6(2), 6:4                     |
| Zwycięzca     | 9.  | 10 sierpnia 2003     | Montreal (Kanada)    | Twarda          | David Nalbandian      | 6:1, 6:3                        |
| Zwycięzca     | 10. | 17 sierpnia 2003     | Cincinnati (1)       | Twarda          | Mardy Fish            | 4:6, 7:6(3), 7:6(4)             |
| Zwycięzca     | 11. | 7 września 2003      | US Open, Nowy Jork   | Twarda          | Juan Carlos Ferrero   | 6:3, 7:6(2), 6:3                |
| Zwycięzca     | 12. | 15 lutego 2004       | San José (1)         | Twarda (hala)   | Mardy Fish            | 7:6(13), 6:4                    |
| Zwycięzca     | 13. | 4 kwietnia 2004      | Miami (1)            | Twarda          | Guillermo Coria       | 6:7(2), 6:3, 6:1, krecz         |
| Finalista     | 5.  | 18 kwietnia 2004     | Houston              | Ceglana         | Tommy Haas            | 3:6, 4:6                        |
| Zwycięzca     | 14. | 13 czerwca 2004      | Londyn (Queen’s) (2) | Trawiasta       | Sébastien Grosjean    | 7:6(4), 6:4                     |
| Finalista     | 6.  | 4 lipca 2004         | Wimbledon, Londyn    | Trawiasta       | Roger Federer         | 6:4, 5:7, 6:7(3), 4:6           |
| Zwycięzca     | 15. | 25 lipca 2004        | Indianapolis (2)     | Twarda          | Nicolas Kiefer        | 6:2, 6:3                        |
| Finalista     | 7.  | 1 sierpnia 2004      | Toronto (Kanada)     | Twarda          | Roger Federer         | 5:7, 3:6                        |
| Finalista     | 8.  | 3 października 2004  | Bangkok              | Twarda (hala)   | Roger Federer         | 4:6, 0:6                        |
| Zwycięzca     | 16. | 13 lutego 2005       | San José (2)         | Twarda (hala)   | Cyril Saulnier        | 6:0, 6:4                        |
| Zwycięzca     | 17. | 24 kwietnia 2005     | Houston (3)          | Ceglana         | Sébastien Grosjean    | 6:2, 6:2                        |
| Zwycięzca     | 18. | 12 czerwca 2005      | Londyn (Queen’s) (3) | Trawiasta       | Ivo Karlović          | 7:6(7), 7:6(4)                  |
| Finalista     | 9.  | 3 lipca 2005         | Wimbledon, Londyn    | Trawiasta       | Roger Federer         | 2:6, 6:7(2), 4:6                |
| Zwycięzca     | 19. | 7 sierpnia 2005      | Waszyngton (2)       | Twarda          | James Blake           | 7:5, 6:3                        |
| Finalista     | 10. | 21 sierpnia 2005     | Cincinnati           | Twarda          | Roger Federer         | 3:6, 5:7                        |
| Zwycięzca     | 20. | 31 października 2005 | Lyon                 | Dywanowa (hala) | Gaël Monfils          | 6:3, 6:2                        |
| Finalista     | 11. | 23 lipca 2006        | Indianapolis         | Twarda          | James Blake           | 6:4, 4:6, 6:7(5)                |
| Zwycięzca     | 21. | 20 sierpnia 2006     | Cincinnati (2)       | Twarda          | Juan Carlos Ferrero   | 6:3, 6:4                        |
| Finalista     | 12. | 10 września 2006     | US Open, Nowy Jork   | Twarda          | Roger Federer         | 2:6, 6:4, 5:7, 1:6              |
| Finalista     | 13. | 25 lutego 2007       | Memphis              | Twarda (hala)   | Tommy Haas            | 3:6, 2:6                        |
| Zwycięzca     | 22. | 17 czerwca 2007      | Londyn (Queen’s) (4) | Trawiasta       | Nicolas Mahut         | 4:6, 7:6(7), 7:6(2)             |
| Zwycięzca     | 23. | 5 sierpnia 2007      | Waszyngton (3)       | Twarda          | John Isner            | 6:4, 7:6(4)                     |
| Zwycięzca     | 24. | 24 lutego 2008       | San José (3)         | Twarda (hala)   | Radek Štěpánek        | 6:4, 7:5                        |
| Zwycięzca     | 25. | 8 marca 2008         | Dubaj                | Twarda          | Feliciano López       | 6:7(8), 6:4, 6:2                |
| Finalista     | 14. | 11 sierpnia 2008     | Los Angeles          | Twarda          | Juan Martín del Potro | 1:6, 6:7(2)                     |
| Zwycięzca     | 26. | 28 września 2008     | Pekin                | Twarda          | Dudi Sela             | 6:4, 6:7(6), 6:3                |
| Finalista     | 15. | 11 stycznia 2009     | Ad-Dauha             | Twarda          | Andy Murray           | 4:6, 2:6                        |
| Zwycięzca     | 27. | 22 lutego 2009       | Memphis (2)          | Twarda (hala)   | Radek Štěpánek        | 7:5, 7:5                        |
| Finalista     | 16. | 5 lipca 2009         | Wimbledon, Londyn    | Trawiasta       | Roger Federer         | 7:5, 6:7(6), 6:7(5), 6:3, 14:16 |
| Finalista     | 17. | 9 sierpnia 2009      | Waszyngton           | Twarda          | Juan Martín del Potro | 6:3, 5:7, 6:7(6)                |
| Zwycięzca     | 28. | 10 stycznia 2010     | Brisbane             | Twarda          | Radek Štěpánek        | 7:6(2), 7:6(7)                  |
| Finalista     | 18. | 14 lutego 2010       | San José             | Twarda (hala)   | Fernando Verdasco     | 6:3, 4:6, 4:6                   |
| Finalista     | 19. | 21 marca 2010        | Indian Wells         | Twarda          | Ivan Ljubičić         | 6:7(3), 6:7(5)                  |
| Zwycięzca     | 29. | 4 kwietnia 2010      | Miami (2)            | Twarda          | Tomáš Berdych         | 7:5, 6:4                        |
| Finalista     | 20. | 9 stycznia 2011      | Brisbane             | Twarda          | Robin Söderling       | 3:6, 5:7                        |
| Zwycięzca     | 30. | 20 lutego 2011       | Memphis (3)          | Twarda (hala)   | Milos Raonic          | 7:6(7), 6:7(11), 7:5            |
| Zwycięzca     | 31. | 23 czerwca 2012      | Eastbourne           | Trawiasta       | Andreas Seppi         | 6:3, 6:2                        |
| Zwycięzca     | 32. | 22 lipca 2012        | Atlanta (3)          | Twarda          | Gilles Müller         | 1:6, 7:6(2), 6:2                |

#### Gra podwójna (4–4)
| Legenda                                                  |
| Wielki Szlem (0–0)                                       |
| Igrzyska olimpijskie (0–0)                               |
| Tennis Masters Cup / ATP World Tour Finals (0–0)         |
| ATP Masters Series / ATP World Tour Masters 1000 (1–1)   |
| ATP International Series Gold / ATP World Tour 500 (0–1) |
| ATP International Series / ATP World Tour 250 (3–2)      |

| Wygrane według nawierzchni |
| Twarda (3–3)               |
| Ceglana (1–1)              |
| Trawiasta (0–0)            |
| Dywanowa (0–0)             |

| Końcowy wynik | Nr | Data                 | Turniej      | Nawierzchnia | Partner             | Przeciwnicy w finale               | Wynik finału    |
| Zwycięzca     | 1. | 11 marca 2001        | Delray Beach | Twarda       | Jan-Michael Gambill | Thomas Shimada Myles Wakefield     | 6:3, 6:4        |
| Finalista     | 1. | 29 lipca 2001        | Los Angeles  | Twarda       | Jan-Michael Gambill | Bob Bryan Mike Bryan               | 5:7, 6:7(6)     |
| Zwycięzca     | 2. | 28 kwietnia 2002     | Houston      | Ceglana      | Mardy Fish          | Jan-Michael Gambill Graydon Oliver | 6:4, 6:4        |
| Finalista     | 2. | 11 stycznia 2004     | Ad-Dauha     | Twarda       | Stefan Koubek       | Martin Damm Cyril Suk              | 2:6, 4:6        |
| Zwycięzca     | 3. | 23 lipca 2006        | Indianapolis | Twarda       | Bobby Reynolds      | Paul Goldstein Jim Thomas          | 6:4, 6:4        |
| Zwycięzca     | 4. | 22 marca 2009        | Indian Wells | Twarda       | Mardy Fish          | Maks Mirnyj Andy Ram               | 3:6, 6:1, 14–12 |
| Finalista     | 3. | 11 października 2009 | Pekin        | Twarda       | Mark Knowles        | Bob Bryan Mike Bryan               | 4:6, 2:6        |
| Finalista     | 4. | 15 maja 2011         | Rzym         | Ceglana      | Mardy Fish          | John Isner Sam Querrey             | walkower        |

### Finały w turniejach ATP Challenger Tour

#### Gra pojedyncza (3–1)
| Wygrane według nawierzchni |
| Twarda (3–1)               |
| Ceglana (0–0)              |
| Trawiasta (0–0)            |
| Dywanowa (0–0)             |

| Końcowy wynik | Nr | Data                | Turniej   | Nawierzchnia  | Przeciwnik        | Wynik finału     |
| Zwycięzca     | 1. | 8 października 2000 | Austin    | Twarda        | Michael Russell   | 6:4, 6:4         |
| Zwycięzca     | 2. | 12 listopada 2000   | Burbank   | Twarda        | Kevin Kim         | 6:1, 6:2         |
| Finalista     | 1. | 26 listopada 2000   | Knoxville | Twarda (hala) | Cristiano Caratti | 6:3, 6:7(1), 4:6 |
| Zwycięzca     | 3. | 28 stycznia 2001    | Waikoloa  | Twarda        | James Blake       | 1:6, 6:3, 6:4    |

#### Gra podwójna (1–1)
| Wygrane według nawierzchni |
| Twarda (0–1)               |
| Ceglana (1–0)              |
| Trawiasta (0–0)            |
| Dywanowa (0–0)             |

| Końcowy wynik | Nr | Data             | Turniej   | Nawierzchnia | Partner        | Przeciwnicy w finale          | Wynik finału        |
| Finalista     | 1. | 5 listopada 2000 | Las Vegas | Twarda       | Mardy Fish     | Jeff Coetzee Marcos Ondruska  | 7:6(9), 6:7(6), 1:6 |
| Zwycięzca     | 1. | 22 kwietnia 2001 | Bermudy   | Ceglana      | Paul Goldstein | Thomas Shimada Grant Stafford | 6:3, 6:4            |

### Osiągnięcia w turniejach Wielkiego Szlema i ATP World Tour Masters 1000 (gra pojedyncza)
| Turniej                     | 2000                            | 2001                            | 2002                            | 2003                            | 2004                            | 2005                            | 2006                            | 2007                            | 2008                            | 2009         | 2010         | 2011         | 2012         | Wygrane turnieje | Bilans w turnieju |
| Wielki Szlem                | Wielki Szlem                    | Wielki Szlem                    | Wielki Szlem                    | Wielki Szlem                    | Wielki Szlem                    | Wielki Szlem                    | Wielki Szlem                    | Wielki Szlem                    | Wielki Szlem                    | Wielki Szlem | Wielki Szlem | Wielki Szlem | Wielki Szlem | Wielki Szlem     | Wielki Szlem      |
| --------------------------- | ------------------------------- | ------------------------------- | ------------------------------- | ------------------------------- | ------------------------------- | ------------------------------- | ------------------------------- | ------------------------------- | ------------------------------- | ------------ | ------------ | ------------ | ------------ | ---------------- | ----------------- |
| Australian Open             | –                               | –                               | 2R                              | SF                              | QF                              | SF                              | 4R                              | SF                              | 3R                              | SF           | QF           | 4R           | 2R           | 0 / 11           | 38–11             |
| French Open                 | –                               | 3R                              | 1R                              | 1R                              | 2R                              | 2R                              | 1R                              | 1R                              | –                               | 4R           | 3R           | –            | 1R           | 0 / 10           | 9–10              |
| Wimbledon                   | –                               | 3R                              | 3R                              | SF                              | F                               | F                               | 3R                              | QF                              | 2R                              | F            | 4R           | 3R           | 3R           | 0 / 12           | 41–12             |
| US Open                     | 1R                              | QF                              | QF                              | W                               | QF                              | 1R                              | F                               | QF                              | QF                              | 3R           | 2R           | QF           | 4R           | 1 / 13           | 43–12             |
| Wygrane turnieje            | 0 / 1                           | 0 / 3                           | 0 / 4                           | 1 / 4                           | 0 / 4                           | 0 / 4                           | 0 / 4                           | 0 / 4                           | 0 / 3                           | 0 / 4        | 0 / 4        | 0 / 3        | 0 / 4        | 1 / 46           | N/A               |
| Bilans spotkań              | 0–1                             | 8–3                             | 7–4                             | 17–3                            | 15–4                            | 12–4                            | 11–4                            | 13–4                            | 7–3                             | 16–4         | 10–4         | 9–3          | 6–4          | N/A              | 131–45            |
| ATP World Tour Finals       |                                 |                                 |                                 |                                 |                                 |                                 |                                 |                                 |                                 |              |              |              |              |                  |                   |
| ATP World Tour Finals       | –                               | –                               | –                               | SF                              | SF                              | –                               | RR                              | SF                              | RR                              | –            | RR           | –            | –            | 0 / 6            | 8–11              |
| ATP World Tour Masters 1000 |                                 |                                 |                                 |                                 |                                 |                                 |                                 |                                 |                                 |              |              |              |              |                  |                   |
| Indian Wells                | –                               | –                               | –                               | QF                              | QF                              | SF                              | 4R                              | SF                              | 2R                              | SF           | F            | 4R           | 3R           | 0 / 10           | 28–10             |
| Miami                       | 2R                              | QF                              | 2R                              | 3R                              | W                               | 2R                              | QF                              | QF                              | SF                              | QF           | W            | 2R           | 4R           | 2 / 13           | 33–11             |
| Monte Carlo                 | –                               | –                               | 3R                              | 1R                              | –                               | –                               | –                               | –                               | –                               | –            | –            | –            | –            | 0 / 2            | 2–2               |
| Madryt                      | –                               | 3R                              | 2R                              | 3R                              | –                               | 2R                              | 3R                              | –                               | 3R                              | QF           | –            | 1R           | –            | 0 / 8            | 5–8               |
| Rzym                        | –                               | –                               | SF                              | 2R                              | 1R                              | 3R                              | QF                              | 3R                              | SF                              | –            | –            | 1R           | –            | 0 / 8            | 14–8              |
| Montreal/Toronto            | –                               | QF                              | F                               | W                               | F                               | 1R                              | –                               | QF                              | 3R                              | SF           | –            | –            | –            | 1 / 8            | 25–7              |
| Cincinnati                  | 1R                              | 1R                              | QF                              | W                               | SF                              | F                               | W                               | 3R                              | –                               | 2R           | SF           | 1R           | 1R           | 2 / 12           | 29–10             |
| Szanghaj                    | Nie ATP World Tour Masters 1000 | Nie ATP World Tour Masters 1000 | Nie ATP World Tour Masters 1000 | Nie ATP World Tour Masters 1000 | Nie ATP World Tour Masters 1000 | Nie ATP World Tour Masters 1000 | Nie ATP World Tour Masters 1000 | Nie ATP World Tour Masters 1000 | Nie ATP World Tour Masters 1000 | 2R           | 2R           | QF           | –            | 0 / 3            | 4–3               |
| Paryż                       | –                               | 2R                              | QF                              | SF                              | 3R                              | SF                              | –                               | –                               | QF                              | –            | QF           | 3R           | –            | 0 / 8            | 14–8              |
| Hamburg                     | –                               | –                               | 3R                              | 2R                              | 1R                              | –                               | –                               | –                               | –                               | NMS          | NMS          | NMS          | NMS          | 0 / 3            | 3–3               |
| Wygrane turnieje            | 0 / 2                           | 0 / 5                           | 0 / 8                           | 2 / 9                           | 1 / 6                           | 0 / 8                           | 1 / 5                           | 0 / 5                           | 0 / 6                           | 0 / 6        | 1 / 5        | 0 / 7        | 0 / 3        | 5 / 67           | N/A               |
| Bilans spotkań              | 1–2                             | 7–5                             | 18–8                            | 22–7                            | 19–5                            | 14–8                            | 15–4                            | 11–5                            | 11–6                            | 12–6         | 18–4         | 6–7          | 3–3          | N/A              | 157–70            |
| Ranking na koniec sezonu    |                                 |                                 |                                 |                                 |                                 |                                 |                                 |                                 |                                 |              |              |              |              |                  |                   |
|                             | 156                             | 14                              | 10                              | 1                               | 2                               | 3                               | 6                               | 6                               | 8                               | 7            | 8            | 14           | 39           | N/A              | N/A               |

Legenda
     W, wygrał turniej
     F, przegrał w finale
     SF, przegrał w półfinale
     QF, przegrał w ćwierćfinale
     4R, 3R, 2R, 1R przegrał w IV, III, II, I rundzie
     RR, odpadł w fazie grupowej
     –, nie startował w turnieju głównym

### Bilans spotkań przeciwko pierwszej dziesiątce rankingu ATP (gra pojedyncza)
Tenisiści, którzy byli na pierwszym miejscu w rankingu, są zapisani pogrubioną czcionką.
| Tenisista             | Liczba meczów | Wygrane:przegrane | Lista spotkań |
| Tommy Robredo         | 11            | 11:0              | Lista meczów z Tommym Robredo: - US Open, 2001 – 6:2, 6:2, 6:4 - Puchar Davisa, 2002 – 6:3, 7:5, 7:6(7) - Rzym, 2002 – 6:4, 7:6(2) - Sydney, 2003 – 6:2, 6:2 - Wimbledon, 2003 – 7:6(5), 6:4, 6:4 - Paryż, 2003 – 6:3, 6:4 - US Open, 2004 – 6:3, 6:2, 6:4 - Rzym, 2008 – 6:3, 4:6, 7:6(4) - Madryt, 2008 – 6:3, 6:4 - Australian Open, 2009 – 7:5, 6:1, 6:3 - Indian Wells, 2010 – 6:3, 7:5 |
| Jürgen Melzer         | 10            | 10:0              | Lista meczów z Jürgenem Melzerem: - Puchar Davisa, 2004 – 6:4, 6:2 - Houston, 2004 – 7:5, 7:6(5) - Australian Open, 2005 – 6:2, 6:2, 7:5 - Houston, 2005 – 6:4, 6:2 - Cincinnati, 2005 – 6:3, 6:4 - Wiedeń, 2006 – 6:4, 6:3 - Puchar Davisa, 2008 – 6:4, 4:6, 6:3, 6:7(4), 6:3 - Tokio, 2008 – 7:6(2), 6:2 - Wimbledon, 2009 – 7:6(2), 7:6(2), 4:6, 6:3 - Indian Wells, 2010 – 7:6(5), 6:4 |
| Fernando Verdasco     | 13            | 10:3              | Lista meczów z Fernando Verdasco: - Cincinnati, 2003 – 6:3, 6:2 - Indian Wells, 2005 – 6:3, 3:6, 7:6(2) - Miami, 2005 – 6:7(9), 3:4 krecz - Rzym, 2005 – 7:6(1), 6:7(3), 4:6 - Indian Wells, 2006 – 6:3, 6:4 - Miami, 2006 – 6:3, 6:4 - US Open, 2006 – 6:7(5), 6:3, 6:4, 6:7(4), 6:2 - Puchar Davisa, 2007 – 7:6(5), 6:1, 6:4 - Wimbledon, 2007 – 6:3, 6:4, 7:6(2) - Cincinnati, 2007 – 7:6(3), 6:2 - Montreal, 2009 – 7:6(2), 4:6, 7:6(5) - San José, 2010 – 6:3, 4:6, 4:6 - Londyn (Queen’s), 2011 – 6:2, 6:2 |
| Mardy Fish            | 12            | 9:3               | Lista meczów z Mardym Fishem: - Delray Beach, 2003 – 6:7(4), 3:4 krecz - Waszyngton, 2003 – 6:1, 6:4 - Cincinnati, 2003 – 4:6, 7:6(3), 7:6(4) - San José, 2004 – 7:6(13), 6:4 - Memphis, 2006 – 6:3, 6:7(5), 7:6(2) - Australian Open, 2007 – 6:2, 6:2, 6:2 - San José, 2008 – 7:6(6), 1:6, 7:5 - Memphis, 2008 – 6:4, 6:2 - Rzym, 2008 – 6:1, 6:4 - Londyn (Queen’s), 2008 – 7:6(5), krecz - Atlanta, 2010 – 6:7(5), 3:6 - Cincinnati, 2010 – 6:4, 6:7(3), 1:6 |
| Fernando González     | 12            | 9:3               | Lista meczów z Fernando Gonzálezem: - Monte Carlo, 2002 – 7:6(4), 7:6(7) - Cincinnati, 2002 – 6:7(4), 6:7(6) - Australian Open, 2004 – 6:2, 7:5, 7:6(4) - Igrzyska olimpijskie, 2004 – 4:6, 4:6 - Indian Wells, 2005 – 6:4, 6:3 - Puchar Davisa, 2006 – 4:6, 7:5, 6:3, 6:2 - Londyn (Queen’s), 2006 – 6:4, 6:3 - Cincinnati, 2006 – 6:3, 6:3 - Wiedeń, 2006 – 4:6, 6:3, 6:7(5) - Masters Cup, 2007 – 6:1, 6:4 - US Open, 2008 – 6:2, 6:4, 6:1 - Australian Open, 2010 – 6:3, 3:6, 4:6, 7:5, 6:2 |
| James Blake           | 12            | 9:3               | Lista meczów z Jamesem Blakiem: - Memphis, 2002 – 6:4, 3:6, 7:5 - San José, 2002 – 6:4, 6:2 - Houston, 2002 – 6:2, 6:4 - Bazylea, 2002 – 7:6(6), 6:3 - Cincinnati, 2003 – 7:6(2), 6:2 - Waszyngton, 2005 – 7:5, 6:3 - Londyn (Queen’s), 2006 – 5:7, 4:6 - Indianapolis, 2006 – 6:4, 4:6, 6:7(5) - Londyn (Queen’s), 2009 – 4:4 krecz - Memphis, 2010 – 6:3, 4:6, 7:6(3) - Indian Wells, 2011 – 6:3, 7:5 - Winston-Salem, 2012 – 7:6(6), 7:6(6) |
| Sébastien Grosjean    | 9             | 8:1               | Lista meczów z Sébastienem Grosjeanem: - Puchar Davisa, 2002 – 4:6, 6:4, 3:6, 4:6 - Indian Wells, 2003 – 7:6(5), 2:6, 7:6(1) - Londyn (Queen’s), 2003 – 6:3, 6:3 - Montreal, 2003 – 6:3, 6:3 - Londyn (Queen’s), 2004 – 7:6(4), 6:4 - Houston, 2005 – 6:2, 6:2 - Londyn (Queen’s), 2005 – 6:4, 7:6(5) - Wimbledon, 2005 – 3:6, 6:2, 6:1, 3:6, 6:3 - Madryt, 2006 – 6:4, 7:6(3) |
| Radek Štěpánek        | 8             | 7:1               | Lista meczów z Radkiem Štěpánkiem: - Londyn (Queen’s), 2005 – 6:3, 2:6, 6:2 - Londyn (Queen’s), 2007 – 6:4, 6:4 - Waszyngton, 2007 – 6:3, 1:6, 7:5 - San José, 2008 – 6:4, 7:5 - San José, 2009 – 6:3, 6:7(5), 4:6 - Memphis, 2009 – 7:5, 7:5 - Brisbane, 2010 – 7:6(2), 7:6(7) - Bazylea, 2011 – 2:6, 6:3, 6:3 |
| Paradorn Srichaphan   | 8             | 7:1               | Lista meczów z Paradornem Srichaphanem: - Waszyngton, 2001 – 7:6(2), 6:3 - Paryż, 2002 – 6:7(3), 6:7(3) - Wimbledon, 2003 – 6:4, 3:6, 6:3, 6:2 - Indianapolis, 2003 – 7:6(2), 6:4 - Londyn (Queen’s), 2004 – 6:3, 6:3 - Cincinnati, 2004 – 6:2, 6:3 - Waszyngton, 2005 – 7:6(4), 6:2 - Londyn (Queen’s), 2006 – 7:6(5), 6:3 |
| Ivan Ljubičić         | 11            | 7:4               | Lista meczów z Ivanem Ljubičiciem: - Australian Open, 2002 – 6:7(11), 2:3 krecz - Paryż, 2002 – 7:6(4), 7:6(3) - Hamburg, 2003 – 6:4, 6:4 - Cincinnati, 2003 – 6:1, 6:4 - US Open, 2003 – 6:3, 6:7(4), 6:3, 7:6(8) - Indianapolis, 2004 – 1:6, 7:6(10), 7:6(3) - Puchar Davisa, 2005 – 6:4, 3:6, 6:7(11), 7:6(7), 2:6 - Paryż, 2005 – 3:6, 5:7 - Masters Cup, 2006 – 6:4, 6:7(9), 6:1 - Indian Wells, 2007 – 7:6(7), 7:6(8) - Indian Wells, 2010 – 6:7(3), 6:7(5) |
| Lleyton Hewitt        | 14            | 7:7               | Lista meczów z Lleytonem Hewittem: - Miami, 2001 – 3:6, 2:6 - Roland Garros, 2001 – 7:6(6), 4:6, 2:2 krecz - US Open, 2001 – 7:6(5), 3:6, 4:6, 6:3, 4:6 - Londyn (Queen’s), 2004 – 7:6(7), 6:3 - Masters Cup, 2004 – 3:6, 2:6 - Australian Open, 2005 – 6:3, 6:7(3), 6:7(4), 1:6 - Indian Wells, 2005 – 6:7(2), 7:6(3), 6:7(4) - Cincinnati, 2005 – 6:4, 7:6(4) - US Open, 2006 – 6:3, 7:5, 6:4 - Memphis, 2009 – 2:6, 7:6(4), 6:4 - Londyn (Queen’s), 2009 – 7:6(2), 7:6(4) - Wimbledon, 2009 – 6:3, 6:7(10), 7:6(1), 4:6, 6:4 - Memphis, 2011 – 4:6, 6:3, 6:4 - Australian Open, 2012 – 6:3, 3:6, 4:6, krecz |
| Greg Rusedski         | 7             | 6:1               | Lista meczów z Gregiem Rusedskim: - Wimbledon, 2002 – 3:6, 4:6, 2:6 - Londyn (Queen’s), 2003 – 6:3, 4:6, 6:4 - Wimbledon, 2003 – 7:6(4), 7:6(1), 7:5 - Waszyngton, 2003 – 6:3, 7:6(4) - Australian Open, 2005 – 6:0, 3:6, 6:2, 6:3 - Rzym, 2005 – 6:4, 6:2 - Rzym, 2006 – 7:6(4), 6:2 |
| Tomáš Berdych         | 11            | 6:5               | Lista meczów z Tomášem Berdychem: - Madryt, 2006 – 6:7(7), 3:6 - Puchar Davisa, 2007 – 4:6, 6:3, 6:2, 7:6(4) - US Open, 2007 – 7:6(6), 2:0 krecz - Tokio, 2008 – 7:6(3), 5:7, 6:7(3) - Wimbledon, 2009 – 7:6(4), 6:4, 6:3 - Brisbane, 2010 – 1:6, 6:3, 6:4 - San José, 2010 – 7:6(5), 7:6(5) - Miami, 2010 – 7:5, 6:4 - World Tour Finals, 2010 – 5:7, 3:6 - Indian Wells, 2012 – 3:6, 6:4, 2:6 - Düsseldorf, 2012 – 1:6, 2:6 |
| Tommy Haas            | 13            | 6:7               | Lista meczów z Tommym Haasem: - Memphis, 2001 – 7:6(5), 0:6, 4:6 - Monte Carlo, 2002 – 3:6, 2:6 - Rzym, 2002 – 1:6, 5:7 - Houston, 2004 – 3:6, 4:6 - Cincinnati, 2004 – 6:3, 6:3 - Igrzyska olimpijskie, 2004, 4:6, 6:3, 9:7 - San José, 2005 – 7:6(3), 6:3 - Houston, 2006 – 7:6(1), 4:6, 4:6 - Memphis, 2007 – 3:6, 2:6 - Indian Wells, 2008 – 4:6, 4:6 - San José, 2009 – 7:5, 6:4 - Madryt, 2009 – 1:6, 7:6(9), 6:4 - Bazylea, 2011 – 6:3, 6:4 |
| Mario Ančić           | 5             | 5:0               | Lista meczów z Mario Ančiciem: - Londyn (Queen’s), 2004 – 7:6(3), 4:6, 6:4 - Wimbledon, 2004 – 6:4, 4:6, 7:5, 7:5 - Puchar Davisa, 2005 – 4:6, 6:2, 6:1, 6:4 - Lyon, 2005 – 6:4, 6:4 - Australian Open, 2007 – 6:3, 3:6, 6:1, 5:7, 6:4 |
| Guillermo Coria       | 5             | 5:0               | Lista meczów z Guillermo Corią: - Houston, 2002 – 6:3, 2:6, 6:2 - Masters Cup, 2003 – 6:3, 6:7(4), 6:3 - Miami, 2004 – 6:7(2), 6:3, 6:1, krecz - Masters Cup, 2004 – 7:6(4), 6:3 - Wimbledon, 2005 – 6:3, 7:6(1), 6:4 |
| Juan Carlos Ferrero   | 5             | 5:0               | Lista meczów z Juanem Carlosem Ferrero: - US Open, 2003 – 6:3, 7:6(2), 6:3 - Cincinnati, 2005 – 6:7(3), 7:6(5), 6:2 - Cincinnati, 2006 – 6:3, 6:4 - Dubaj, 2008 – 6:2, 6:4 - Pekin, 2008 – 2:6, 6:3, 6:4 |
| Thomas Johansson      | 5             | 5:0               | Lista meczów z Thomasem Johanssonem: - Wimbledon, 2001 – 7:6(1), 6:1, 4:6, 7:6(3) - Bangkok, 2004 – 6:3, 6:4 - Wimbledon, 2005 – 6:7(6), 6:2, 7:6(10), 7:6(5) - Memphis, 2007 – 6:2, 7:5 - US Open, 2007 – 6:3, 6:2, 6:0 |
| Nicolas Kiefer        | 5             | 5:0               | Lista meczów z Nicolasem Kieferem: - Cincinnati, 2002 – 6:4, 6:3 - Indianapolis, 2004 – 6:2, 6:3 - Toronto, 2004 – 7:5, 6:3 - Cincinnati, 2004 – 6:4, 6:4 - Indian Wells, 2009 – 6:4, 7:6(4) |
| Nikołaj Dawydienko    | 6             | 5:1               | Lista meczów z Nikołajem Dawydienką: - Delray Beach, 2002 – 6:4, 6:1 - Sankt Pölten, 2003 – 6:3, 6:2 - Ad-Dauha, 2004 – 6:3, 6:4 - Australian Open, 2005 – 6:3, 7:5, 4:1 krecz - Masters Cup, 2007 – 6:3, 4:6, 6:2 - Miami, 2008 – 6:7(5), 2:6 - Madryt, 2009 – walkower (nie wliczany) |
| Jonas Björkman        | 7             | 5:2               | Lista meczów z Jonasem Björkmanem: - Nottingham, 2002 – 5:7, 5:7 - Wimbledon, 2003 – 6:4, 6:2, 6:4 - Paryż, 2003 – 7:5, 7:6(0) - Ad-Dauha, 2004, 3:6, 4:6 - Miami, 2004 – 6:4, 3:6, 6:3 - Puchar Davisa, 2004 – 7:6(3), 6:4, 6:0 - Puchar Davisa, 2007 – 6:2, 7:6(3), 6:4 |
| Novak Đoković         | 9             | 5:4               | Lista meczów z Novakiem Đokoviciem: - Montreal, 2007 – 6:7(4), 4:6 - Dubaj, 2008 – 7:6(5), 6:3 - US Open, 2008 – 2:6, 3:6, 6:3, 6:7(5) - Australian Open, 2009, 6:7(3), 6:4, 6:2, 2:1 krecz - Indian Wells, 2009 – 6:3, 6:2 - Montreal, 2009 – 6:4, 7:6(4) - Cincinnati, 2010 – 6:4, 7:5 - World Tour Finals, 2010 – 2:6, 3:6 - Letnie Igrzyska Olimpijskie, 2012 – 2:6, 1:6 |
| Todd Martin           | 5             | 4:1               | Lista meczów z Toddem Martinem: - Atlanta, 2001 – 7:5, 6:2 - Hamburg, 2002 – 7:6(4), 6:2 - Miami, 2003 – 6:7(3), 4:6 - Memphis, 2004 – 7:6(2), 1:6, 7:5 - Roland Garros, 2004 – 7:6(5), 6:4, 7:5 |
| Carlos Moyá           | 5             | 4:1               | Lista meczów z Carlosem Moyą: - Montreal, 2001 – 6:3, 5:7, 7:5 - Masters Cup, 2003 – 6:2, 3:6, 6:3 - Miami, 2004 – 5:7, 6:2, 7:5 - Puchar Davisa, 2004 – 2:6, 6:7(1), 6:7(5) - Indian Wells, 2005 – 6:7(4), 6:4, 6:1 |
| David Nalbandian      | 6             | 4:2               | Lista meczów z Davidem Nalbandianem: - Toronto, 2002 – 6:3, 6:2 - Montreal, 2003 – 6:1, 6:3 - US Open, 2003 – 6:7(4), 3:6, 7:6(7), 6:1, 6:3 - Bazylea, 2003 – 5:7, 5:7 - Masters Cup, 2006 – 2:6, 6:7(4) - Bazylea, 2010 – 6:4, 6:4 |
| John Isner            | 6             | 4:2               | Lista meczów z Johnem Isnerem: - Waszyngton, 2007 – 6:4, 7:6(4) - Waszyngton, 2009 – 6:7(3), 6:2, 7:5 - US Open, 2009 – 6:7(3), 3:6, 6:3, 7:5, 6:7(5) - Indian Wells, 2011 – 7:5, 6:2 - Winston-Salem, 2011 – 6:7(7), 4:6 - Atlanta, 2012 – 6:4, 6:7(5), 6:4 |
| Marat Safin           | 7             | 4:3               | Lista meczów z Maratem Safinem: - Los Angeles, 2001 – 3:6, 4:6 - Australian Open, 2004 – 6:2, 3:6, 5:7, 7:6(0), 4:6 - Indian Wells, 2004 – 7:6(6), 6:2 - Bangkok, 2004 – 7:6(1), 6:7(0), 7:6(2) - Masters Cup, 2004 – 7:6(7), 7:6(4) - Puchar Davisa, 2006 – 4:6, 3:6, 6:7(5) - Australian Open, 2007 – 7:6(2), 2:6, 6:4, 7:6(2) |
| David Ferrer          | 11            | 4:7               | Lista meczów z Davidem Ferrerem: - Paryż, 2005 – 2:6, 6:3, 7:6(8) - Miami, 2006 – 3:6, 6:4, 4:6 - Miami, 2007 – 7:5, 6:3 - Cincinnati, 2007 – 6:7(4), 4:6 - Masters Cup, 2007 – 1:6, 3:6 - Puchar Davisa, 2008 – 6:7(5), 6:2, 6:1, 4:6, 6:8 - Indian Wells, 2009 – 7:6(5), 3:6, 6:3 - Puchar Davisa, 2011 – 6:7(9), 5:7, 3:6 - US Open, 2011 – 6:3, 6:4, 3:6, 6:3 - Szanghaj, 2011 – 7:6(5), 2:6, 6:7(2) - Wimbledon, 2012 – 6:2, 6:7(8), 4:6, 3:6 |
| Karol Kučera          | 3             | 3:0               | Lista meczów z Karolem Kučerą: - Waszyngton, 2000 – 7:6(5), 6:1 - Montreal, 2003 – 7:6(5), 6:3 - Londyn (Queen’s), 2004 – 7:6(4), 6:2 |
| Ernests Gulbis        | 3             | 3:0               | Lista meczów z Ernestsem Gulbisem: - US Open 2008, 2008 – 3:6, 7:5, 6:2, 7:5 - San José, 2009 – 6:3, 7:6(3) - Paryż, 2010 – 6:3, 7:6(8) |
| Markos Pagdatis       | 4             | 3:1               | Lista meczów z Marcosem Baghdatisem: - Australian Open, 2006 – 4:6, 6:1, 3:6, 4:6 - Rzym, 2006 – 3:6, 6:1, 6:2 - Montreal, 2007 – 6:2, 6:3 - Brisbane, 2011 – 6:2, 6:3 |
| Arnaud Clément        | 5             | 3:2               | Lista meczów z Arnaudem Clémentem: - Drużynowy Puchar Świata, 2002 – 6:3, 4:6, 3:6 - Puchar Davisa, 2002 – 6:4, 6:7(6), 6:7(5), 1:6 - Memphis, 2005 – 6:3, 6:3 - Montreal, 2007 – 6:1, 7:6(5) - Ad-Dauha, 2009 – 6:3, 7:5 |
| Thomas Enqvist        | 5             | 3:2               | Lista meczów z Thomasem Enqvistem: - Stuttgart, 2001 – 3:6, 7:6(6), 6:7(5) - Indian Wells, 2003 – 6:4, 6:4 - Memphis, 2004 – 6:7(8), 3:6 - Puchar Davisa, 2004 – 6:4, 7:5, 6:2 - San José, 2005 – 3:6, 7:6(6), 7:5 |
| Richard Gasquet       | 5             | 3:2               | Lista meczów z Richardem Gasquetem: - Wiedeń, 2006 – 6:7(5), 6:1, 6:3 - Indian Wells, 2007 – 7:6(3), 6:3 - Wimbledon, 2007 – 6:4, 6:4, 6:7(2), 6:7(3), 6:8 - Brisbane, 2010 – 6:3, 7:6(5) - Indian Wells, 2011 – 3:6, 6:7(5) |
| Michaił Jużny         | 5             | 3:2               | Lista meczów z Michaiłem Jużnym: - Londyn (Queen’s), 2001 – 6:7(5), 3:6 - Madryt, 2002 – 3:6, 4:6 - Australian Open, 2003 – 6:7(4), 3:6, 7:5, 6:3, 6:2 - Cincinnati, 2005 – 2:6, 6:3, 6:4 - US Open, 2006 – 6:7(5), 6:0, 7:6(3), 6:3 |
| Gaël Monfils          | 8             | 3:5               | Lista meczów z Gaëlem Monfilsem: - Lyon, 2005 – 6:3, 6:2 - Rzym, 2006 – 2:6, 3:6 - Pörtschach, 2007 – 5:7, 3:6 - Madryt, 2008 – 4:6, 6:3, 3:6 - Ad-Dauha, 2009 – 7:6(1), 3:6, 6:3 - Miami, 2009 – 7:6(2), 6:4 - Roland Garros, 2009 – 4:6, 2:6, 3:6 - Tokio, 2010 – 6:7(5), 6:4, 6:7(6) |
| Rafael Nadal          | 10            | 3:7               | Lista meczów z Rafaelem Nadalem: - US Open, 2004 – 6:0, 6:3, 6:4 - Puchar Davisa, 2004 – 7:6(6), 2:6, 6:7(6), 2:6 - Indian Wells, 2007 – 4:6, 3:6 - Dubaj, 2008 – 7:6(5), 6:2 - Londyn (Queen’s), 2008 – 5:7, 4:6 - Puchar Davisa, 2008 – 4:6, 0:6, 4:6 - Indian Wells, 2009 – 4:6, 6:7(4) - Miami, 2010 – 4:6, 6:3, 6:3 - World Tour Finals, 2010 – 6:3, 6:7(5), 4:6 - US Open, 2011 – 2:6, 1:6, 3:6 |
| Andy Murray           | 11            | 3:8               | Lista meczów z Andym Murrayem: - San José, 2006 – 5:7, 5:7 - Wimbledon, 2006 – 6:7(4), 4:6, 4:6 - Cincinnati, 2006 – 6:3, 6:4 - San José, 2007 – 6:7(8), 4:6 - Memphis, 2007 – 6:3, 7:6(4) - Miami, 2007 – 3:5 krecz - Londyn (Queen’s), 2008 – walkower (nie wliczany) - Masters Cup, 2008 – 4:6, 6:1, 1:6 - Ad-Dauha, 2009 – 4:6, 2:6 - Wimbledon, 2009 – 6:4, 4:6, 7:6(7), 7:6(5) - Londyn (Queen’s), 2011 – 3:6, 1:6 - Paryż, 2011 – 2:6, 2:6 |
| Roger Federer         | 24            | 3:21              | Lista meczów z Rogerem Federerem: - Bazylea, 2001 – 6:3, 3:6, 6:7(5) - Sydney, 2002 – 6:7(3), 4:6 - Bazylea, 2002 – 6:7(5), 1:6 - Wimbledon, 2003 – 6:7(6), 3:6, 3:6 - Montreal, 2003 – 6:4, 3:6, 7:6(3) - Masters Cup, 2003 – 6:7(2), 2:6 - Wimbledon, 2004 – 6:4, 5:7, 6:7(3), 4:6 - Toronto, 2004 – 5:7, 3:6 - Bangkok, 2004 – 4:6, 0:6 - Wimbledon, 2005 – 2:6, 6:7(2), 4:6 - Cincinnati, 2005 – 3:6, 5:7 - US Open, 2006 – 2:6, 6:4, 5:7, 1:6 - Masters Cup, 2006 – 6:4, 6:7(8), 4:6 - Australian Open, 2007 – 4:6, 0:6, 2:6 - US Open, 2007 – 6:7(5), 6:7(4), 2:6 - Masters Cup, 2007 – 4:6, 2:6 - Miami, 2008 – 7:6(4), 4:6, 6:3 - Australian Open, 2009 – 2:6, 5:7, 5:7 - Miami, 2009 – 3:6, 6:4, 4:6 - Madryt, 2009 – 5:7, 7:6(5), 1:6 - Wimbledon, 2009 – 7:5, 6:7(6), 6:7(5), 6:3, 14:16 - Bazylea, 2010 – 2:6, 4:6 - Bazylea, 2011 – 3:6, 2:6 - Miami, 2012 – 7:6(4), 1:6, 6:4 |
| Nicolás Almagro       | 2             | 2:0               | Lista meczów z Nicolásem Almagro: - Miami, 2010 – 6:3, 6:3 - Szanghaj, 2011 – 6:3, 6:4 |
| Michael Chang         | 2             | 2:0               | Lista meczów z Michaelem Changiem: - Roland Garros, 2001 – 5:7, 6:3, 6:4, 6:7(5), 7:5 - Waszyngton, 2001 – 6:4, 6:3 |
| Àlex Corretja         | 2             | 2:0               | Lista meczów z Àlexem Corretją: - US Open, 2001 – 6:4, 6:2, 6:2 - US Open, 2002 – 6:4, 6:1, 7:6(6) |
| Wayne Ferreira        | 2             | 2:0               | Lista meczów z Wayne’em Ferreirą: - Rzym, 2002 – 3:6, 6:4, 6:2 - Cincinnati, 2002 – 6:3, 6:2 |
| Jiří Novák            | 2             | 2:0               | Lista meczów z Jiřím Novákiem: - Toronto, 2002 – 6:4, 6:3 - Indian Wells, 2005 – 6:1, 6:2 |
| Marcelo Ríos          | 2             | 2:0               | Lista meczów z Marcelo Ríosem: - Miami, 2001 – 6:4, 6:1 - Waszyngton, 2001 – 6:3, 6:4 |
| Joachim Johansson     | 3             | 2:1               | Lista meczów z Joachimem Johanssonem: - San José, 2004 – 6:3, 7:6(7) - US Open, 2004 – 4:6, 4:6, 6:3, 6:2, 4:6 - Puchar Davisa, 2007 – 7:6(4), 7:6(3), 6:3 |
| Pete Sampras          | 3             | 2:1               | Lista meczów z Pete’em Samprasem: - Miami, 2001 – 7:6(2), 6:3 - Houston, 2002 – 7:6(9), 6:3 - US Open, 2002 – 3:6, 2:6, 4:6 |
| Jo-Wilfried Tsonga    | 3             | 2:1               | Lista meczów z Jo-Wilfriedem Tsongą: - Roland Garros, 2005 – 6:3, 6:2, 6:4 - Australian Open, 2007 – 6:7(18), 7:6(2), 6:2, 6:3 - Paryż, 2008 – 7:5, 4:6, 6:7(5) |
| Guillermo Cañas       | 4             | 2:2               | Lista meczów z Guillermo Cañasem: - Toronto, 2002 – 4:6, 5:7 - Miami, 2004 – 6:3, 6:3 - Rzym, 2004 – 6:7(7), 1:6 - US Open, 2004 – 6:1, 6:3, 6:3 |
| Gilles Simon          | 4             | 2:2               | Lista meczów z Gilles’em Simonem: - Miami, 2007 – 6:4, 6:4 - Paryż, 2008 – 6:3, 7:5 - Waszyngton, 2010 – 3:6, 3:6 - Rzym, 2011 – 3:6, 3:6 |
| Janko Tipsarević      | 4             | 2:2               | Lista meczów z Janko Tipsareviciem: - Wimbledon, 2006 – 6:7(5), 6:4, 7:6(6), 6:2 - Wimbledon, 2008 – 7:6(5), 5:7, 4:6, 6:7(4) - US Open, 2010 – 6:3, 5:7, 3:6, 6:7(4) - Memphis, 2011 – 6:1, 7:6(8) |
| Tim Henman            | 5             | 2:3               | Lista meczów z Timem Henmanem: - Waszyngton, 2003 – 6:1, 3:6, 6:7(1) - US Open, 2003 – 6:3, 7:6(2), 6:3 - Paryż, 2003 – 6:7(4), 6:7(7) - Indian Wells, 2004 – 7:6(6), 6:7(1), 3:6 - Masters Cup, 2004 – 7:5, 7:6(6) |
| Nicolás Massú         | 5             | 2:3               | Lista meczów z Nicolásem Massú: - Madryt, 2003 – 6:7(3), 2:6 - Hamburg, 2005 – 6:7(4), 6:4, 5:7 - Puchar Davisa, 2006 – 6:3, 7:6(5), 7:6(5) - Drużynowy Puchar Świata, 2006 – 2:4 krecz - Puchar Davisa, 2011 – 6:2, 4:6, 6:3, 6:4 |
| Robin Söderling       | 6             | 2:4               | Lista meczów z Robinem Söderlingiem: - Memphis, 2008 – 6:7(6), 3:6 - Lyon, 2008 – 6:7(5), 6:7(5) - Indian Wells, 2010 – 6:4, 3:6, 6:3 - Cincinnati, 2010 – 6:4, 6:7(7), 7:6(5) - Paryż, 2010 – 5:7, 4:6 - Brisbane, 2011 – 3:6, 5:7 |
| Grigor Dimitrow       | 1             | 1:0               | Lista meczów z Grigorem Dimitrowem: - Szanghaj, 2011 – 7:6(3), 7:5 |
| Gastón Gaudio         | 1             | 1:0               | Lista meczów z Gastónem Gaudio: - Rzym, 2007 – 6:1, 7:6(8) |
| Richard Krajicek      | 1             | 1:0               | Lista meczów z Richardem Krajickiem: - Sankt Pölten, 2003 – 7:5, 6:1 |
| Nicolás Lapentti      | 1             | 1:0               | Lista meczów z Nicolásem Lapenttim: - Toronto, 2002 – 6:4, 3:6, 7:6(5) |
| Kei Nishikori         | 1             | 1:0               | Lista meczów z Keim Nishikorim: - San José, 2008 – 6:2, 6:4 |
| Mark Philippoussis    | 1             | 1:0               | Lista meczów z Markiem Philippoussisem: - Londyn (Queen’s), 2005 – 6:2, 6:4 |
| Milos Raonic          | 1             | 1:0               | Lista meczów z Milosem Raonicem: - Memphis, 2011 – 7:6(7), 6:7(11), 7:5 |
| Marc Rosset           | 1             | 1:0               | Lista meczów z Marcem Rossetem: - Nottingham, 2001 – 6:7(11), 7:5, 6:4 |
| Albert Costa          | 2             | 1:1               | Lista meczów z Albertem Costą: - US Open, 2000 – 3:6, 7:6(5), 1:6, 4:6 - Rzym, 2005 – 6:4, 7:5 |
| Gustavo Kuerten       | 2             | 1:1               | Lista meczów z Gustavo Kuertenem: - Montreal, 2001 – 6:7(4), 6:4, 6:2 - Cincinnati, 2001 – 6:7(3), 1:6 |
| Marin Čilić           | 3             | 1:2               | Lista meczów z Marinem Čiliciem: - Londyn (Queen’s), 2007 – 6:4, 7:6(5) - Toronto, 2008 – 4:6, 6:4, 4:6 - Australian Open, 2010 – 6:7(4), 3:6, 6:3, 6:2, 3:6 |
| Rainer Schüttler      | 4             | 1:3               | Lista meczów z Rainerem Schüttlerem: - Hamburg, 2002 – 6:4, 6:4 - Australian Open, 2003 – 5:7, 6:2, 3:6, 3:6 - Indian Wells, 2003 – 3:6, 2:6 - Masters Cup, 2003 – 6:4, 6:7(4), 6:7(3) |
| Stan Wawrinka         | 4             | 1:3               | Lista meczów ze Stanislasem Wawrinką: - Rzym, 2008 – 0:3 krecz - Puchar Davisa, 2009 – 6:4, 6:4, 6:2 - Szanghaj, 2009 – 3:4 krecz - Australian Open, 2011 – 3:6, 4:6, 4:6 |
| Juan Martín del Potro | 5             | 1:4               | Lista meczów z Juanem Martínem del Potro: - Los Angeles, 2008 – 1:6, 6:7(2) - Waszyngton, 2009 – 6:3, 5:7, 6:7(6) - Montreal, 2009 – 6:4, 2:6, 5:7 - Memphis, 2011 – 6:3, 6:4 - US Open, 2012 – 7:6(1), 6:7(4), 2:6, 4:6 |
| Andre Agassi          | 6             | 1:5               | Lista meczów z Andre Agassim: - Miami, 2000 – 2:6, 3:6 - Waszyngton, 2000 – 4:6, 4:6 - San José, 2002 – 3:6, 1:6 - Houston, 2003 – 6:3, 3:6, 4:6 - Londyn (Queen’s), 2003 – 6:1, 6:7(5), 7:6(6) - Cincinnati, 2004 – 5:7, 7:6(2), 6:7(2) |
| Goran Ivanišević      | 1             | 0:1               | Lista meczów z Goranem Ivaniševiciem: - Wimbledon, 2001 – 6:7(5), 5:7, 6:3, 3:6 |